# Üzleti folyamatok modellezése

Normál folyamatú folyamat üzleti folyamatmodellezése az üzleti folyamatmodellel és jelöléssel

Az üzleti folyamatmodellezés (BPM) a vállalat folyamatai rögzítésének és ábrázolásának tevékenysége (azaz a folyamatok modellezése), annak érdekében, hogy a meglévő üzleti folyamatokat elemezni lehessen, biztonságosan és következetesen lehessen alkalmazni, továbbá javítani és automatizálni lehessen őket.
Az üzleti folyamatmodellezést jellemzően üzleti elemzők végzik, akik szakterületi szakértőkkel együttműködve modellezik pontosan a folyamatokat. Az üzleti folyamatmodellezést elsősorban az üzleti folyamatmenedzsmentben, a szoftverfejlesztésben vagy a rendszertervezésben alkalmazzák.
Alternatív megoldásként a folyamatmodellek közvetlenül modellezhetők IT-rendszerekből, például eseménynaplókból.

## Áttekintés

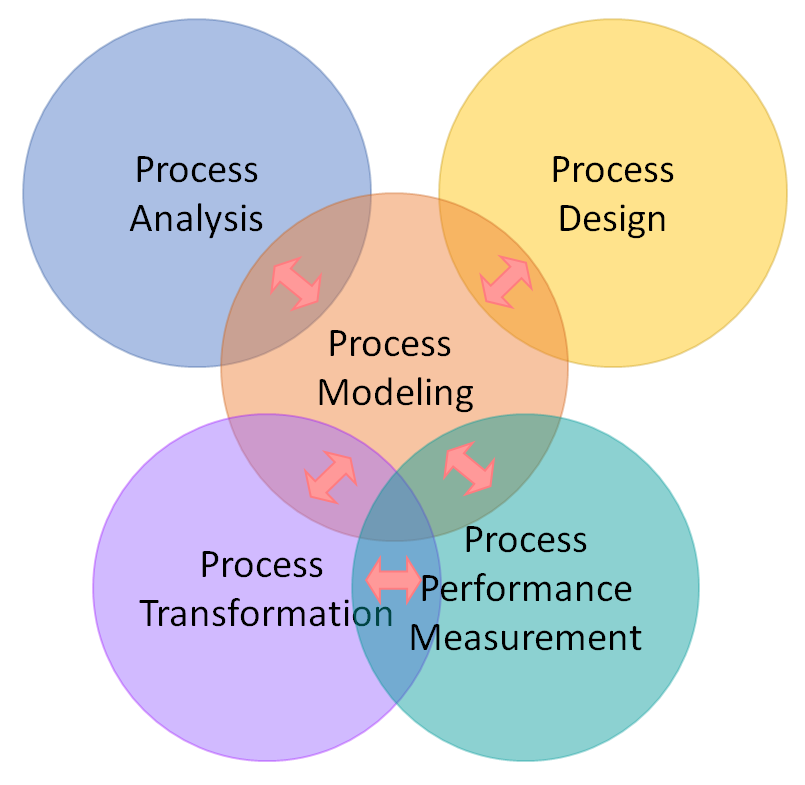
Az üzleti folyamatmenedzsment öt tudományága és kapcsolatai

Az Üzleti Folyamatmenedzsment Szakemberek Szövetsége (Association of Business Process Management Professionals, ABPMP) szerint az üzleti folyamatmodellezés az üzleti folyamatmenedzsment öt kulcsfontosságú diszciplínájának egyike. (1.4 fejezet, CBOK® szerkezet)
Az öt diszciplína a következő:
1. Folyamatmodellezés : Az üzleti folyamatok vizuális vagy strukturált reprezentációinak létrehozása a működésük jobb megértése érdekében.
2. Folyamatelemzés : a jelenlegi folyamatok megértése és a vállalat céljaihoz való igazodása – az üzleti tevékenységek elemzése.
3. Folyamattervezés : újratervezés – üzleti folyamatok újratervezése – vagy üzleti folyamatok újratervezése – üzleti folyamatok optimalizálása.
4. Folyamatteljesítmény mérése : összpontosíthat az idő, a költség, a kapacitás és a minőség tényezőire vagy a hulladék átfogó nézetére.
5. Folyamat átalakítás : tervszerű, strukturált fejlesztés, műszaki megvalósítás, és átadás a folyamatban lévő működésbe.

Ezeket a diszciplínákat azonban nem lehet elszigetelten vizsgálni: az üzleti folyamatmodellezés mindig igényli az üzleti folyamatok elemzését az aktuális („as-is”) folyamatok modellezéséhez, vagy a folyamattervezés specifikációit a jövőbeli („to-be”) folyamatok modellezéséhez.
Az üzleti folyamatmodellezés fókusza a tevékenységek (akciók) áramlásának ábrázolásán van. Hermann J. Schmelzer és Wolfgang Sesselmann szerint ez "a funkcióközi, értéknövelő tevékenységek azonosításából áll, amelyek olyan konkrét szolgáltatásokat eredményeznek, amelyeket az ügyfelek elvárnak, és amelyek eredményei stratégiai jelentőséggel bírnak a vállalat számára. Ezek a tevékenységek túlnyúlhatnak a vállalati határokon, és magukban foglalhatják az ügyfelek, beszállítók vagy akár versenytársak tevékenységeit is." (2.1 fejezet: A folyamatok és az üzleti folyamatok közötti különbségek)
Azonban más jellemzők (tények) is modellezhetők, például adatok és üzleti objektumok (mint bemenetek/kimenetek), formális szervezetek és szerepkörök (felelős, elszámoltatható, konzultált, tájékoztatott személyek), erőforrások és informatikai rendszerek, valamint irányelvek/utasítások (munkavégzési segédeszközök), követelmények, kulcsszámok stb.
Minél több ilyen jellemzőt integrálnak az üzleti folyamatmodellezésbe, annál pontosabbá válik az absztrakció, ugyanakkor növekszik a modell összetettsége is.
„A komplexitás csökkentése, valamint a modellek érthetőségének és átláthatóságának javítása érdekében ajánlott nézetalapú megközelítés alkalmazása.”
A nézetek kifejezést (August W. Scheer, Otto K. Ferstl és Elmar J. Sinz, Hermann Gehring, valamint Andreas Gadatsch értelmezésében) nem egységesen használják a különböző gazdaságinformatikai iskolákban – alternatív elnevezések például a tervezési dimenziók (Hubert Österle) vagy a perspektívák (Zachman).
M. Rosemann, A. Schwegmann és P. Delfmann a nézetek koncepciójában hátrányokat is látnak:

„
Elképzelhető, hogy minden egyes perspektívához külön információs modellt hozzunk létre, részben redundáns módon. Azonban a redundancia mindig nagyobb karbantartási ráfordítást jelent, és veszélyezteti a modellek konzisztenciáját.
”

Andreas Gadatsch szerint az üzleti folyamatok modellezése az üzleti folyamatmenedzsment része, a folyamatdefiníció és a folyamatmenedzsment mellett.(1.1. fejezet Folyamatkezelés)
Az üzleti folyamatmodellezés a vállalati feltérképezés átfogó megközelítésének is központi eleme – amely a vállalati küldetésnyilatkozat, a vállalati politika/vállalatirányítás, a szervezeti struktúra, a folyamatok szervezése, az alkalmazásarchitektúra, a szabályozások és érdekcsoportok, valamint a piac leképezésével is foglalkozik.

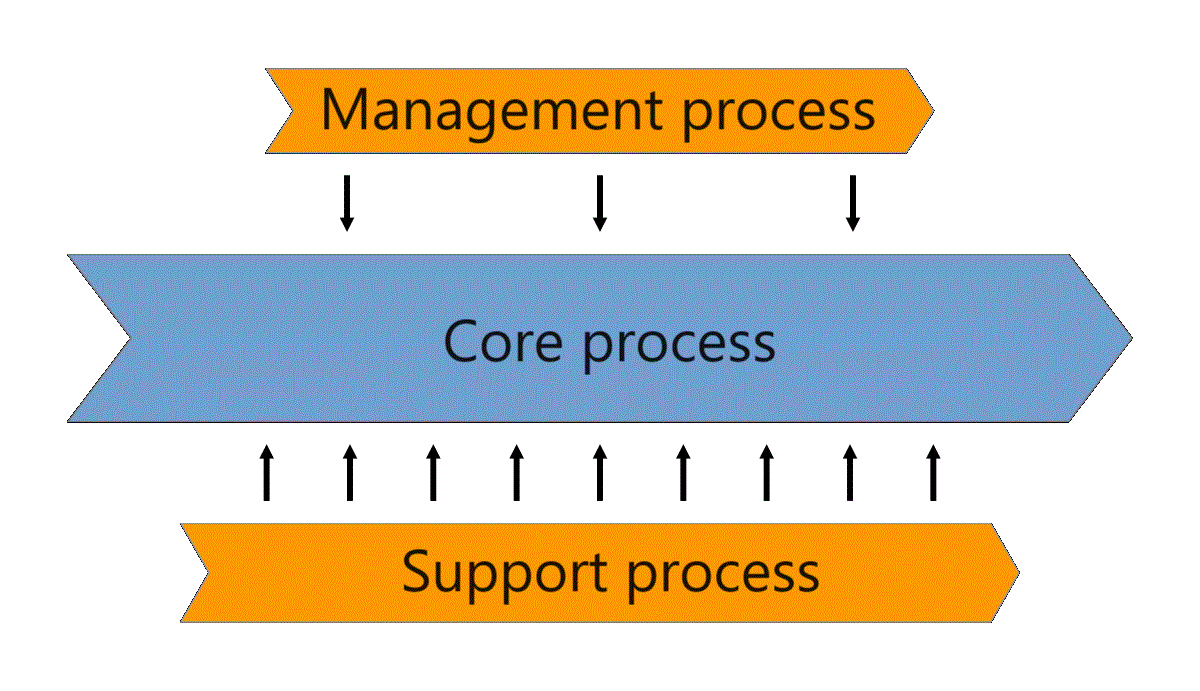
A folyamattérkép tipikus bontása irányítási, alap- és támogatási folyamatokra

Az Európai Üzleti Folyamatmenedzsment Szövetség (European Association of Business Process Management, EABPM) szerint háromféle végponttól végpontig tartó üzleti folyamat létezik:
- Vezetési folyamatok;
- Végrehajtási folyamatok és
- Támogatási folyamatok.[1] (2.4. fejezet Folyamattípusok) ← automatikus fordítás németből

Ez a három folyamattípus minden vállalatban azonosítható, és a gyakorlatban szinte kivétel nélkül az üzleti folyamatmodellek legfelső strukturálási szintjeként alkalmazzák őket.
A vezetési folyamatok (leadership processes) helyett jellemzően a menedzsmentfolyamatok (management processes) elnevezést használják.
A végrehajtási folyamatok (execution processes) helyett pedig széles körben elterjedt a kulcsfolyamatok (core processes) megnevezés.
Ha a kulcsfolyamatokat a következő szinten tovább bontják, például az ellátásilánc-menedzsment (SCM), az ügyfélkapcsolat-kezelés (CRM) és a termék-életciklus-menedzsment (PLM) területein, akkor a nagyvállalati szabványmodellek és iparági szövetségek által kidolgozott modellek – például a SCOR-modell – is integrálhatók az üzleti folyamatmodellezésbe.

## Történelem
Az üzleti folyamatok modellezésére szolgáló technikák – például a folyamábra, a funkcionális folyamatblokkvázlat (functional flow block diagram), a vezérlési folyamábra (control flow diagram), a Gantt-diagram, a PERT-diagram és az IDEF – már a 20. század eleje óta fejlődnek.
A Gantt-diagramok körülbelül 1899-ben jelentek meg elsőként, a folyamábrák az 1920-as években, a funkcionális blokkvázlat és a PERT az 1950-es években, míg az adatfolyam-ábrák (data-flow diagrams) és az IDEF az 1970-es években.
A modern módszerek közé tartozik például az Egységes modellezési nyelv (Unified Modeling Language) és a Folyamatmodellezési és Jelölési Szabvány (Business Process Model and Notation, BPMN).
Ezek azonban csak töredékét jelentik azoknak a módszertanoknak, amelyeket az évtizedek során az üzleti folyamatok dokumentálására használtak.
Az üzleti folyamatmodellezés kifejezést az 1960-as években S. Williams vezette be a rendszermérnöki szakterületen, 1967-es, „Business Process Modeling Improves Administrative Control” című cikkében.
A szerző elképzelése az volt, hogy a fizikai irányítórendszerek jobb megértésére használt technikák hasonló módon alkalmazhatók az üzleti folyamatokra is.
Maga a kifejezés azonban csak az 1990-es években vált elterjedtté.
Az 1990-es évekre a folyamat fogalma új termelékenységi paradigmává vált.
A vállalatokat arra ösztönözték, hogy a funkciók és eljárások helyett folyamatokban gondolkodjanak.
A folyamat-szemlélet a vállalaton belüli események láncolatát vizsgálja – például a beszerzéstől a szállításig, vagy a megrendelés felvételétől az értékesítésig.
A hagyományos modellezési eszközök elsősorban az idő és költség ábrázolására szolgáltak, míg a modern eszközök a keresztfunkcionális tevékenységekre helyezik a hangsúlyt.
Ezek a keresztfunkcionális tevékenységek a komplexitás és kölcsönös függés növekedésével párhuzamosan jelentősen megszaporodtak és felértékelődtek.
Az új módszertanok közé tartozik például a folyamatújratervezés (business process redesign), a folyamatinnováció (business process innovation), az üzleti folyamatmenedzsment (business process management) vagy az integrált üzleti tervezés (integrated business planning) – mindegyik célja „a vállalatot alkotó hagyományos funkciók határain túlnyúló folyamatok fejlesztése".
A szoftverfejlesztés területén az üzleti folyamatmodellezés kifejezés a hagyományos szoftverfolyamat-modellezéssel szemben fogalmazódott meg, azzal a céllal, hogy a szoftverfejlesztés során a gyakorlati megvalósítás állapotára helyezze a hangsúlyt. Akkoriban (az 1990-es évek elején) minden létező és új modellezési technikát, amely üzleti folyamatokat ábrázolt, egységesen üzleti folyamatmodellező nyelvekként konszolidálták. [forrás?] Az objektumorientált megközelítésben az üzleti alkalmazásrendszerek specifikációjának lényeges lépéseként tekintettek rá. Az üzleti folyamatmodellezés új módszertanok alapjává vált, például azoké, amelyek támogatták az adatgyűjtést, az adatfolyam-elemzést, a folyamatábrák készítését és a jelentéskészítési funkciókat. Körülbelül 1995 körül jelentek meg az első vizuális szemléletű eszközök az üzleti folyamatok modellezésére és megvalósítására.

## Az üzleti folyamatok modellezésének céljai

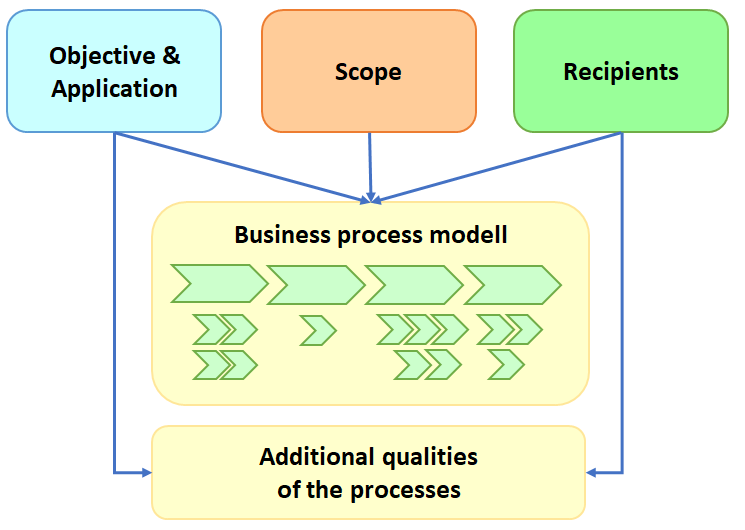
Az üzleti folyamat modelljét befolyásoló tényezők

Az üzleti folyamatmodellezés célja a folyamatok – általában grafikus – ábrázolása, amely során a valóság összetett tényeit egységes (szisztematizált) megjelenítéssel dokumentálják, és a lényeges jellemzőkre egyszerűsítik. Gyakran szerepet játszanak ebben a folyamatdokumentációra vonatkozó szabályozási követelmények is (például dokumentumkezelés, visszakövethetőség vagy integritás), amelyek a minőségirányítás, az információbiztonsági irányítás vagy az adatvédelem területéről származhatnak.
Az üzleti folyamatmodellezés jellemzően a környezeti követelmények meghatározásával kezdődik: először a modellezés célját kell kijelölni (az üzleti folyamatmodellezés alkalmazási területei szerint). Az üzleti folyamatmodelleket manapság gyakran többfunkciós módon alkalmazzák (lásd fentebb). Másodszor meg kell határozni a modell címzettjeit, mivel a létrehozandó modell tulajdonságainak meg kell felelniük az ő igényeiknek. Ezt követi a modellezendő üzleti folyamatok kijelölése.
A modellezés céljának megfelelően meghatározzák azokat az üzleti folyamatjellemzőket, amelyeket a modellnek ábrázolnia kell. Általában ezek nemcsak a folyamatot alkotó funkciók és azok kapcsolatai, hanem számos egyéb jellemző is, például a formális szervezet, a bemenetek, a kimenetek, az erőforrások, az információ, a médiumok, a tranzakciók, az események, az állapotok, a feltételek, a műveletek és a módszerek.
Az üzleti folyamatok modellezésének céljai közé tartozhatnak:
- A cég üzleti folyamatainak dokumentálása
  - hogy ismereteket szerezzenek az üzleti folyamatokról
  - az üzleti egység(ek) leképezésére a vonatkozó előírásokkal
  - hogy az üzleti folyamatokat más helyekre vigyék át
  - az új üzleti tevékenységek követelményeinek meghatározására
  - eljárásokból és munkautasításokból külső keretet adni a szabályrendszerhez
  - megfelelni az üzleti partnerek vagy egyesületek követelményeinek (pl. tanúsítványok)
  - előnyök megszerzése a versenytársakkal szemben (pl. pályázatokon)
  - törvényi előírások betartása (pl. kritikus infrastruktúrák üzemeltetői, bankok vagy fegyverzetgyártók esetében)
  - szabványok és megfelelőségi követelmények teljesítésének ellenőrzésére
  - hogy megteremtse a kommunikáció és a vita alapját
  - az alkalmazottak képzésére vagy megismertetésére
  - az ismeretek elvesztésének elkerülése érdekében (pl. a személyzet távozása miatt)
  - minőség- és környezetirányítás támogatására
- Folyamatteljesítmény-mutatók meghatározása és a folyamatteljesítmény monitorozása
  - a folyamat sebességének növelésére
  - a ciklusidő csökkentése érdekében
  - a minőség növelésére
  - a költségek, például a munkaerő-, anyag-, selejt- vagy tőkeköltségek csökkentése érdekében
- Üzleti folyamat optimalizálás előkészítése/végrehajtása (amely általában az aktuális helyzet elemzésével kezdődik)
  - hogy támogassa a jelenlegi helyzet elemzését
  - alternatív folyamatok kidolgozására
  - új szervezeti struktúrák bevezetésére
  - vállalati feladatok kiszervezésére
  - a vállalati folyamatok újratervezésére, egyszerűsítésére vagy javítására (pl. a CMM segítségével)
- Informatikai projekt készítése
  - szoftverértékelés/szoftverválasztás támogatására
  - a kereskedelmi forgalomban kapható szoftverek testreszabásának támogatására
  - automatizálás vagy informatikai támogatás bevezetése munkafolyamat-kezelő rendszerrel
- Interfészek és SLA-k meghatározása
- Vállalati folyamatok modularizálása
- Összehasonlítás a vállalat egyes részei, partnerei és versenytársai között
- Tevékenység alapú költségszámítás és szimulációk elvégzése
  - megérteni, hogyan reagál a folyamat a különböző stresszrituálékra vagy a várható változásokra
  - az üzleti folyamatok optimalizálására irányuló intézkedések hatékonyságának értékelése és az alternatívák összehasonlítása
- A legjobb gyakorlat megtalálása
- A kísérő szervezeti változások
  - mint például az eladás vagy a részleges eladás
  - mint például vállalatok vagy vállalatrészek felvásárlása és integrációja
  - mint például az informatikai rendszerek vagy szervezeti struktúrák bevezetése vagy megváltoztatása
- Versenyeken való részvétel (például EFQM ).

## Az üzleti folyamatok modellezésének alkalmazásai
Mivel az üzleti folyamatmodellezés önmagában nem járul hozzá közvetlenül a vállalat pénzügyi sikeréhez, a vállalatok legfontosabb céljából, vagyis a profitszerzési szándékból nem származik közvetlen motiváció az üzleti folyamatmodellezésre. A vállalatok motivációja az üzleti folyamatmodellezésre ezért mindig az adott céltól függ. Michael Rosemann, Ansgar Schwegmann és Patrick Delfmann több célt is felsorol, amelyek motivációként szolgálnak az üzleti folyamatmodellezéshez
- Szervezeti dokumentáció, amelynek célja "a folyamatok átláthatóságának növelése a folyamatokkal kapcsolatos kommunikáció hatékonyságának javítása érdekében"[4] (3.2.1. fejezet: A folyamatmodellek releváns nézőpontjai), beleértve a folyamat-sablonok létrehozásának lehetőségét üzleti funkciók áthelyezésére vagy megismétlésére, illetve egy teljes vállalati modell kialakítására.[3] (2.5.4. fejezet: A folyamatmodellezés gyakorlati alkalmazási területei)
- Folyamatorientált újraszervezés, mind "(forradalmi) üzleti folyamatújratervezés" (Business Process Reengineering), mind folyamatos (evolúciós) folyamatfejlesztés értelemben,[4] sebezhetőségi értékelés céljából, valamint a folyamatoptimalizálás érdekében (például a teljes ciklusidő – TCT – csökkentésével, Kaizen, Six Sigma módszerekkel), vagy a folyamatok szabványosítása céljából.[3]
- Folyamatos folyamatmenedzsment, amely a "fenntarthatóságra törekvő folyamatok tervezését, megvalósítását és ellenőrzését" jelenti.[4]
- Tanúsítások megszerzése például a DIN ISO/IEC 9001 szabvány szerint (vagy más szabványok, például ISO/IEC 14001, ISO/IEC 27001 alapján).
- Benchmarking, amelyet úgy definiálnak, mint "vállalatspecifikus struktúrák és teljesítmények összehasonlítása kiválasztott belső vagy külső referenciaértékekkel. A folyamatmodellezés kontextusában ez magában foglalhatja a folyamatmodellek összehasonlítását (strukturális benchmarking) vagy a folyamat kulcsmutatóinak összevetését is".[12] (3.2.1. fejezet: A folyamatmodellek releváns nézőpontjai)
- Tudásmenedzsment, amelynek célja "a vállalat tudásforrásainak átláthatóságának növelése annak érdekében, hogy javuljon a tudás azonosításának, megszerzésének, hasznosításának, fejlesztésének és terjesztésének folyamata".[4]
- ERP-szoftver kiválasztása, mivel az ilyen szoftverek "funkcionalitásukat gyakran (szoftver-specifikus) referenciamodellek formájában dokumentálják, így érdemes a vállalatspecifikus folyamatmodellek összehasonlítása ezekkel a referenciamodellekkel a megfelelő szoftver kiválasztásának támogatására".[4]
- Modellezésalapú testreszabás, vagyis "kereskedelmi forgalomban elérhető szoftverek konfigurálása", gyakran referenciamodellek alapján történő paraméterezéssel.[4]
- Szoftverfejlesztés, amelynek során a folyamatmodelleket "a fejlesztendő szoftver követelményeinek fogalmi szintű leírására" használják, a követelménykezelés részeként.[4][12]
- Munkafolyamat-menedzsment, amelyben a folyamatmodellek "az instanciálható munkafolyamatmodellek létrehozásának alapját képezik".[4]
- Szimuláció, amelynek célja "a rendszer viselkedésének időbeli vizsgálata", valamint "olyan gyenge pontok feltárása, amelyeket pusztán a modellezési nézet nem tárna fel".[4]

### Üzleti folyamatok újratervezése (BPR)
Az MIT-n 1984-ben indított, Management in the 1990s című átfogó kutatási program keretében az 1990-es évek elején jelent meg a folyamatújratervezés (process re-engineering) megközelítése.
A kutatási program célja az volt, hogy feltárja, milyen hatással van az információs technológia arra, hogyan képesek a szervezetek életben maradni és fejlődni az 1990-es évek és az azt követő korszak versenykörnyezetében.
A zárójelentésben N. Venkat Venkatraman így foglalja össze az eredményeket:

„
A legnagyobb termelékenységnövekedés akkor érhető el, ha az új folyamatokat az információs technológiákkal párhuzamosan tervezik meg.
”

Ezt a megközelítést vette át Thomas H. Davenport (I. rész: Keretrendszer a folyamatinnovációhoz, fejezet: Bevezetés), valamint Michael M. Hammer és James A. Champy, és továbbfejlesztették azzá az üzleti folyamatújratervezéssé (Business Process Reengineering, BPR), ahogyan ma értjük. Eszerint az üzleti folyamatokat alapvetően átszervezik annak érdekében, hogy mérhető teljesítménymutatók – például költségek, minőség, szolgáltatási színvonal és átfutási idő – javulását érjék el.
Az üzleti folyamatújratervezést (BPR) részben az a kritika érte, hogy „zöldmezős” megközelítésből indul ki, és ezért nem közvetlenül alkalmazható a már működő vállalatokra.
Hermann J. Schmelzer és Wolfgang Sesselmann így értékelik ezt:

„
A BPR-rel szembeni kritika sok szempontból akadémiai jellegű. ... Ugyanakkor bizonyos bírálatok gyakorlati nézőpontból is megalapozottak. Ilyen például az a megállapítás, hogy a túlzottan radikális megközelítés kockázatot hordoz a kudarcra. Különösen problémás, ha a szervezet és a munkavállalók nincsenek megfelelően felkészítve a BPR-re.
”

Thomas H. Davenport szerint az üzleti folyamatújratervezés (BPR) magas szintű megközelítése a következő elemekből áll:
1. Az innovációs folyamat azonosítása
2. Változási karok azonosítása
3. Folyamatvíziók kidolgozása
4. Meglévő folyamatok megértése
5. Az új folyamat tervezése és prototípusa

### Irányítási rendszer ISO szerinti tanúsítása

Nemzetközi Szabványügyi Szervezet (az ISO és a hivatalos logó bejegyzett védjegyek)

Az ISO/IEC 27001:2022 szabvánnyal a vezetésirányítási rendszerekre vonatkozó követelmények mostanra egységesítve lettek valamennyi jelentős ISO-szabvány esetében, és folyamatjellegű megközelítést követnek.

#### Menedzsment rendszerekre vonatkozó általános szabványkövetelmények a folyamatokra vonatkozóan
Az ISO/IEC 9001, 14001 és 27001 szabványok egységesen a 4.4 pontban határozzák meg ezeket az elvárásokat:
| ISO/IEC 9001:2015 4.4. pont Minőségirányítási rendszer és folyamatai | ISO/IEC 14001:2015 4.4. Környezetirányítási rendszerek | ISO/IEC 27001:2022 4.4. pont Információbiztonsági irányítási rendszer |
| -------------------------------------------------------------------- | ------------------------------------------------------ | --------------------------------------------------------------------- |

Ezen szabványok mindegyike megköveteli a szervezettől, hogy megfelelő irányítási rendszert hozzon létre, hajtson végre, tartson fenn és folyamatosan javítson, "beleértve a szükséges folyamatokat és azok interakcióit".
Az ISO/IEC 9001 a szabványkövetelmények megfogalmazásában – különösen a szükséges folyamatok és azok kölcsönhatásainak meghatározása tekintetében – a 4.4.1. pontban részletesebben fogalmaz, mint bármely más vezetésirányítási szabvány.
Meghatározza, hogy „a szervezetnek meg kell határoznia és alkalmaznia kell azokat a folyamatokat, amelyek szükségesek” egy megfelelő irányítási rendszer működtetéséhez az egész szervezetben, és részletes követelményeket is felsorol a folyamatokra vonatkozóan:
- Határozza meg a szükséges bemeneteket és a várható kimeneteket
- Határozza meg a sorrendet és a kölcsönhatást!
- Határozza meg és alkalmazza a kritériumokat és módszereket (beleértve a monitoringot, mérést és a kapcsolódó teljesítménymutatókat) a hatékony működés és ellenőrzés érdekében
- Határozza meg a szükséges erőforrásokat
- Rendelje ki a felelősségeket és a hatásköröket
- Vegye figyelembe a kockázatokat és a lehetőségeket
- Értékelje ezeket a folyamatokat, és hajtsa végre a hatékony működéshez és ellenőrzéshez szükséges változtatásokat
- Javítani

Emellett az ISO/IEC 9001 szabvány 4.4.2. pontja további részletes követelményeket is felsorol a folyamatokra vonatkozóan:
- Fenntartja a dokumentált információkat
- A helyes végrehajtás érdekében őrizze meg a dokumentált információkat

Az ISO-irányítási rendszer részeként az üzleti folyamatmodellezésre nézve is lényegesek a dokumentált információkra vonatkozó szabványkövetelmények.

#### Az irányítási rendszerekre vonatkozó egyedi szabványkövetelmények a dokumentált információk tekintetében
Az ISO/IEC 9001, ISO/IEC 14001 és ISO/IEC 27001 szabványokban a dokumentált információkra vonatkozó követelmények a 7.5 pontban kerültek rögzítésre, amelyeket a szabványok a következő alpontokban részleteznek: 7.5.1. Általános”, „7.5.2. Létrehozás és frissítés”, valamint „7.5.3. A dokumentált információk irányítása.
Az itt példaként használt ISO/IEC 9001 szabvány 7.5.1. Általános pontja a következő szabványkövetelményeket tartalmazza:
- Dokumentált információ a szabványos követelmények szerint; és
- Dokumentált információkat kell tartalmazni az irányítási rendszer hatékonyságáról;

Igény a "7.5.2. Létrehozás és frissítés" pontban
- Címkézés és leírás (pl. cím, dátum, szerző vagy hivatkozási szám);
- Megfelelő formátum (pl. nyelv, szoftververzió, grafika) és médium (pl. papír, elektronikus); és
- Felülvizsgálat és jóváhagyás

És előírják a "7.5.3. Dokumentált információk ellenőrzése" szakaszban
- A szükséges helyen és időben megfelelő és elérhetőség biztosítása;
- A védelem biztosítása érdekében (pl. a titoktartás elvesztése, a nem megfelelő használat vagy az integritás elvesztése ellen);
- A terjesztés, a hozzáférés, a visszakeresés és a felhasználás figyelembevétele;
- A dokumentumok iktatásának/tárolásának és megőrzésének mérlegelése (beleértve az olvashatóság megőrzését is);
- A változások monitorozása (pl. verziókövetés); és
- A további hollét tárolásának és ártalmatlanításának megfontolása.

A szabványos követelmények alapján:
- Meghatározni és folyamatosan javítani a szükséges folyamatokat és azok kölcsönhatásait
- A szükségesnek ítélt dokumentált információk tartalmának meghatározása és karbantartása és
- A dokumentált információk biztonságos kezelésének biztosítása (védelem, hozzáférés, megfigyelés és karbantartás)

Az irányítási rendszer ISO-tanúsítására való felkészülés kiváló lehetőség arra, hogy a vállalaton belül bevezessék vagy megerősítsék az üzleti folyamatmodellezést.

### Üzleti folyamatok optimalizálása
Hermann J. Schmelzer és Wolfgang Sesselmann rámutatnak, hogy az általuk példaként említett három folyamatoptimalizálási módszer (a teljes ciklusidő – Total Cycle Time, TCT –, a Kaizen és a Six Sigma) fejlesztési célterületei maguk a folyamatok:
- A teljes ciklusidő (TCT) esetében ezek az üzleti (végponttól végpontig tartó) folyamatok és alfolyamatok;
- a Kaizen esetében a folyamatlépések és tevékenységek;
- míg a Six Sigma esetében az alfolyamatok, folyamatlépések és tevékenységek képezik a fejlesztés alapját.[2]

A teljes ciklusidőre (Total Cycle Time, TCT) vonatkozóan Hermann J. Schmelzer és Wolfgang Sesselmann a következő kulcsjellemzőket sorolják fel:
- Azonosítsa a folyamatot akadályozó akadályokat
- Az akadályok és a helyettesítési folyamatok felszámolása
- Mérje meg a gát eltávolításának hatásait
- A mért változók összehasonlítása a célokkal

Ennek megfelelően a TCT-hez kapcsolódó üzleti folyamatmodellezésnek támogatnia kell az akadályok, az akadálykezelés és a mérés megfelelő dokumentálását.
A Kaizen-eszközök vizsgálatakor kezdetben nincs közvetlen kapcsolat az üzleti folyamatokkal vagy az üzleti folyamatmodellezéssel.
Ugyanakkor a Kaizen és az üzleti folyamatmenedzsment kölcsönösen erősíthetik egymást.
Az üzleti folyamatmenedzsment keretében a Kaizen célkitűzései közvetlenül az üzleti folyamatok és alfolyamatok céljaiból származnak.
Ez a kapcsolat biztosítja, hogy a Kaizen-intézkedések hatékonyan támogassák a vállalati szintű célkitűzéseket.
A Six Sigma célja a hibák megelőzése és a folyamatképesség javítása, oly módon, hogy a folyamatkimenetek olyan arányban feleljenek meg a követelményeknek, amely eléri a 6σ szintet – másként fogalmazva: egymillió folyamatkimenetből csupán 3,4 hiba fordulhat elő.
Hermann J. Schmelzer és Wolfgang Sesselmann így magyarázzák:

„
A vállalatok gyakran jelentős ellenállásba ütköznek a 4σ szintjén, ami szükségessé teszi az üzleti folyamatok újratervezését a Six Sigma szemléletében (design for Six Sigma).
”

A folyamatképesség reprodukálható méréséhez elengedhetetlen az üzleti folyamatok pontos ismerete, ehhez pedig az üzleti folyamatmodellezés megfelelő eszköz a design for Six Sigma megközelítéshez.
A Six Sigma ezért az üzleti folyamatmodellezést a SIPOC módszertan szerint alkalmazza, amely a módszertan alapvető részévé vált, és a SIPOC-alapú folyamatmodellezés mára szabványos eszközként terjedt el a Six Sigma keretében.

### Vállalatközi üzleti folyamatok modellezése
Az vállalatok közötti üzleti folyamatmodellezés célja, hogy a külső érintettek hatásait is bevonja az elemzésbe, illetve hogy lehetővé tegye az üzleti folyamatok vállalatok közötti összehasonlíthatóságát, például a benchmarking megvalósítása érdekében.
Martin Kugler ebben az összefüggésben a vállalatok közötti üzleti folyamatmodellezéssel szembeni következő követelményeket sorolja fel:

## Témák

### Az üzleti tevékenységek elemzése

#### Határozza meg a keretfeltételeket
Az üzleti tevékenységek elemzése határozza meg és definiálja az eredményes üzleti folyamatmodellezés keretfeltételeit.
- meghatározza az üzleti folyamatok modellezésének releváns alkalmazásait az üzleti modell alapján, és azt, hogy hol helyezkedik el az értékláncban ,
- levezetni az üzleti stratégiából az üzleti folyamatmodellezés hosszú távú sikerének stratégiáját, és kidolgozni egy megközelítést az üzleti folyamatmodellek strukturálására. Mind a releváns célok, mind a stratégia közvetlenül befolyásolja a folyamattérképet.

Az üzleti folyamatmodellezés hosszú távú sikerének stratégiája jellemezhető a piacorientált és/vagy az erőforrás-alapú szemlélettel.
Jörg Becker és Volker Meise így fogalmaznak:

„
Míg a piaci szemlélet esetében az iparág és a versenytársak viselkedése közvetlenül meghatározza a vállalati stratégiát, addig az erőforrás-orientált megközelítés belső nézőpontból indul ki, a vállalat erősségeit és gyengeségeit elemzi, és ebből vezeti le a stratégia fejlesztésének irányát.
”

Továbbá:

„
Az irodalomban korábban megfogalmazott, piaci és erőforrás-alapú megközelítés közötti alternatív jelleget ma már egy differenciált nézőpont váltotta fel. A kulcskompetencia-megközelítést a sikerpotenciál magyarázatának fontos elemének tekintik, amelyet a meglévő, piacorientált megközelítések mellett alkalmaznak.”
”

A vállalat stratégiájától függően tehát a folyamatábra (process map) az üzleti folyamatmodelleket egyaránt a piacfejlesztési szempontok és az erőforrás-optimalizálás kiegyensúlyozott nézőpontja szerint fogja meghatározni.

#### Az üzleti folyamatok azonosítása
Az azonosítási fázist követően a vállalat üzleti folyamatait az egyes üzleti tevékenységek elemzése révén különítik el egymástól.
Egy üzleti folyamat olyan összekapcsolt és szervezett tevékenységek összessége, amelynek célja egy meghatározott szolgáltatás vagy termék előállítása (azaz egy konkrét cél teljesítése) egy adott ügyfél vagy ügyfélcsoport számára.
Az Európai Üzleti Folyamatmenedzsment Szövetség (European Association of Business Process Management, EABPM) szerint a jelenlegi folyamat közös megértésének kialakítása, valamint annak összehangolása a célkitűzésekkel szolgál a folyattervezés vagy a folyamatújratervezés első lépéseként.
Az aktuális („as-is”) folyamatok elemzésével járó ráfordítást a szakirodalomban ismétlődően éri kritika, különösen az üzleti folyamatújratervezés (BPR) hívei részéről, akik szerint célszerűbb lenne azonnal a kívánt („to-be”) állapot meghatározásával kezdeni.
Hermann J. Schmelzer és Wolfgang Sesselmann ugyanakkor az üzleti folyamatújratervezés radikális megközelítésével szembeni irodalmi kritikákat tárgyalják és értékelik, és "az aktuális állapot (as-is) elemzésének elvégzését javasolják. Egy átszervezésnek ismernie kell a meglévő gyenge pontokat ahhoz, hogy azokat megszüntethesse. Az elemzések eredményei érveket is szolgáltatnak arra nézve, hogy miért szükséges a folyamatújratervezés. Fontos továbbá ismerni a kiindulási helyzetet a jelenlegi és a célállapot közötti átmenet megtervezéséhez. Az elemzési ráfordítást azonban szűk keretek között kell tartani. Az elemzések eredményei sem befolyásolhatják túlzottan az újratervezést." (6.2.2. fejezet: A BPR kritikus értékelése)

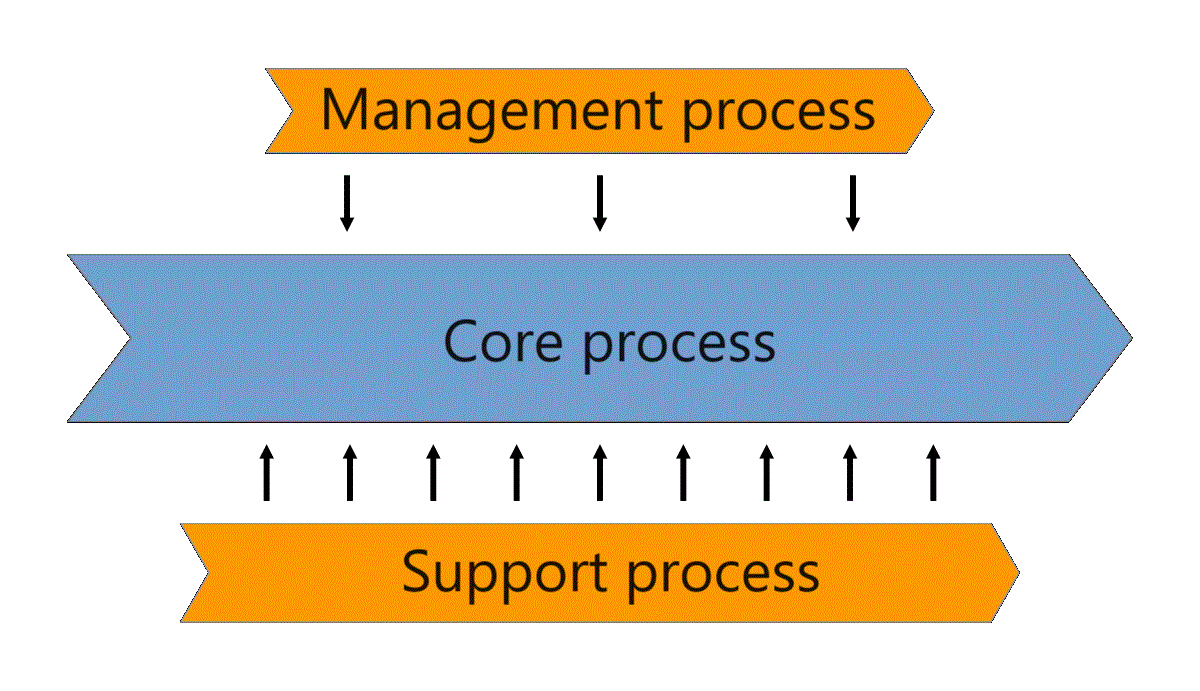
A folyamattérkép tipikus bontása irányítási, alap- és támogatási folyamatokra

#### Üzleti folyamatok strukturálása – folyamattérkép felépítése
Timo Füermann így magyarázza:

„
Miután az üzleti folyamatokat azonosították és elnevezték, azokat egy áttekintésben foglalják össze. Az ilyen áttekintéseket folyamatábrának (process map) nevezik.
”

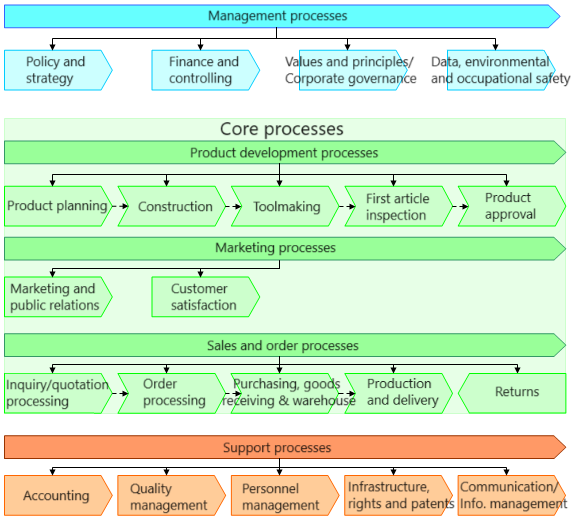
Példa egy erőforrás-vezérelt vállalat folyamattérképére

Jörg Becker és Volker Meise az üzleti folyamatok strukturálásához a következő tevékenységlistát adják meg:
- A fő folyamatok felsorolása,
- A folyamat határainak meghatározása,
- Az egyes folyamatok stratégiai jelentőségének meghatározása,
- Egy folyamat javítási igényének elemzése és
- A folyamat politikai és kulturális jelentőségének meghatározása [7] (4.10. fejezet A folyamat szerkezetének meghatározása)

Az üzleti folyamatok strukturálása általában azzal kezdődik, hogy megkülönböztetjük a menedzsment-, kulcs- és támogató folyamatokat.
- A vezetési folyamatok irányítják a vállalat működését. A tipikus vezetési folyamatok közé tartozik a vállalatirányítás és a stratégiai menedzsment . Meghatározzák a vállalati célokat és figyelemmel kísérik a célok elérését.
- Az alapfolyamatok alkotják az alaptevékenységet, és hozzák létre az elsődleges értékáramot. Tipikus működési folyamatok a beszerzés, gyártás, marketing és értékesítés . Látható, közvetlen vásárlói előnyöket generálnak.
- A támogató folyamatok biztosítják és kezelik a működési erőforrásokat. Támogatják az alap- és irányítási folyamatokat azáltal, hogy biztosítják az üzleti működés zavartalan működését. Ilyen például a könyvelés, a toborzás és a technikai támogatás .

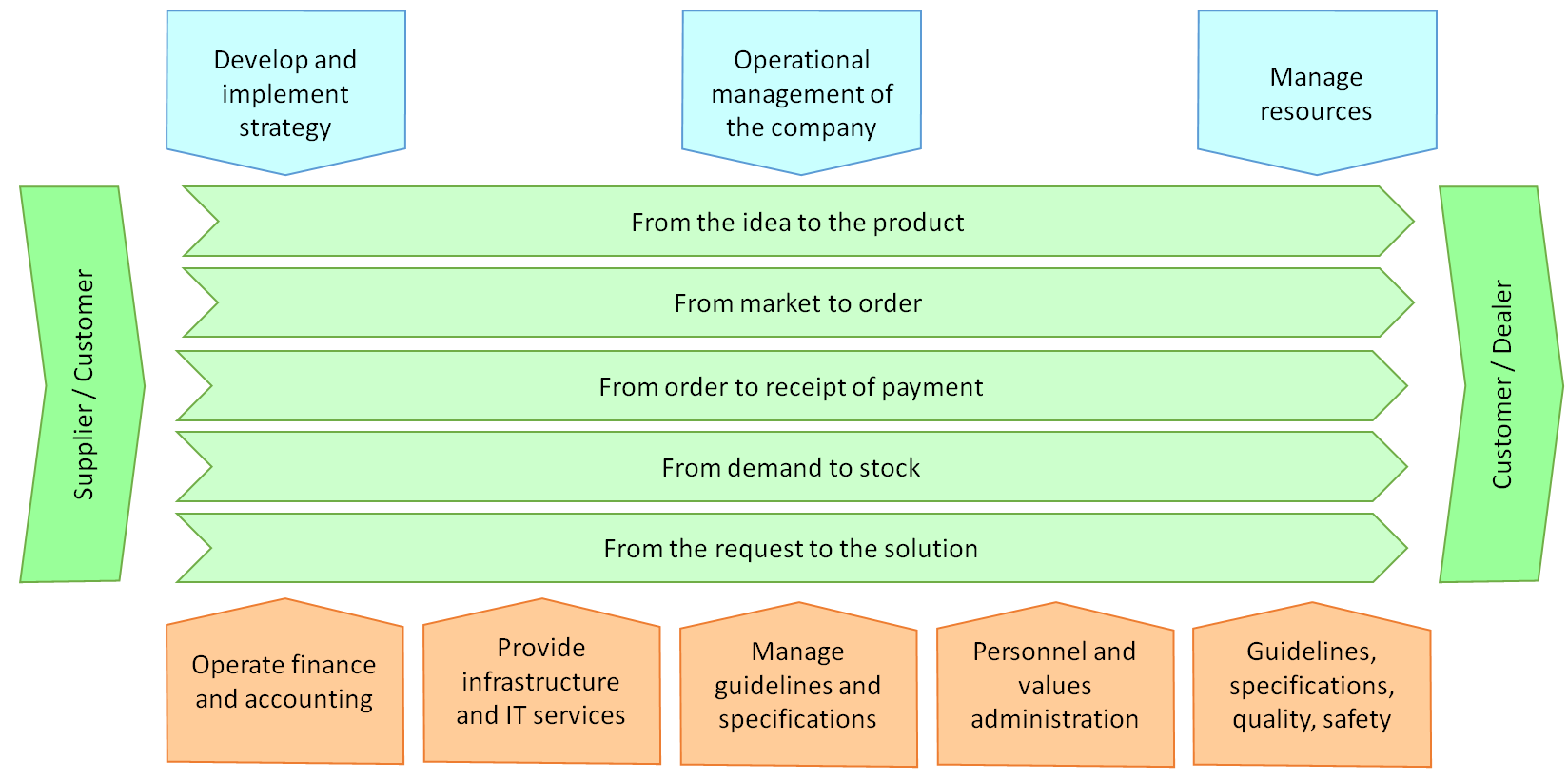
Példa egy piacvezérelt vállalat folyamattérképére

#### Strukturálja az alapvető folyamatokat az üzleti folyamatok modellezésének hosszú távú sikerének stratégiája alapján
Az a kérdés, hogy az üzleti folyamatmodellt a jelenlegi állapot (as is) vagy a célállapot (to be) modellezésével célszerű-e létrehozni, nagyban függ a modellezés céljától és az üzleti folyamatmodellezés hosszú távú sikerét meghatározó stratégiától. Az előzőleg ismertetett eljárás – vagyis az üzleti tevékenységek elemzése, az üzleti folyamatok meghatározása, valamint a folyamatok további strukturálása – minden esetben ajánlott.
Elsősorban piacorientált stratégia esetén a végponttól végpontig tartó kulcsfolyamatokat gyakran az ügyféltől vagy beszállítótól a kereskedőig vagy végfelhasználóig terjedően határozzák meg
(például: ajánlattól a megrendelésig, megrendeléstől a számláig, megrendeléstől a kiszállításig, ötlettől a termékig stb.).
Erőforrásalapú stratégia esetén a kulcsfolyamatokat gyakran a vállalat központi funkciói mentén határozzák meg
(például: megrendelések megszerzése, anyagok beszerzése és biztosítása, termékek fejlesztése, szolgáltatások nyújtása stb.).
Egy differenciált megközelítésben, ahol nincs egyértelmű fókusz sem a piaci, sem az erőforrásalapú szemléleten, a kulcsüzleti folyamatokat jellemzően a következő három területre osztják fel: CRM (ügyfélkapcsolat-kezelés), PLM (termék-életciklus menedzsment) és SCM (ellátásilánc-menedzsment).
- A CRM (customer relation management) leírja az üzleti folyamatokat az ügyfelek megszerzéséhez, árajánlatokhoz és rendelések létrehozásához, valamint a támogatáshoz és karbantartáshoz
- A PLM ( termékéletciklus-menedzsment ) az üzleti folyamatokat írja le a termékportfólió tervezésétől, a terméktervezéstől, a termékfejlesztéstől és a termékkarbantartástól a termékleállításig és az egyedi fejlesztésekig.
- Az SCM ( ellátási lánc menedzsment ) leírja az üzleti folyamatokat a beszállítói menedzsmenttől a beszerzésen és a gyártás minden szakaszán át a vevőhöz történő szállításig, beleértve a telepítést és az üzembe helyezést, ahol alkalmazható

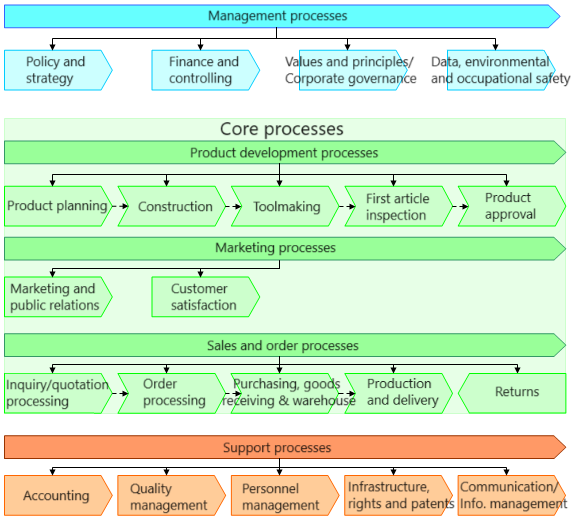
Példa egy erőforrás-vezérelt vállalat folyamattérképére

Ugyanakkor más megközelítések is elterjedtek a kulcsüzleti folyamatok strukturálására, például az ügyfelek, a termékek vagy az értékesítési csatornák nézőpontjából.
- Az „Ügyfelek” kifejezés azokat az üzleti folyamatokat írja le, amelyek meghatározott ügyfélcsoportokhoz (pl. magánügyfél, üzleti ügyfél, befektető, intézményi ügyfél) rendelhetők.
- A „Termékek” a termékspecifikus üzleti folyamatokat írja le (pl. folyószámla, értékpapírszámla, hitel, kibocsátás).
- Az „értékesítési csatornák” azokat az üzleti folyamatokat írják le, amelyek jellemzőek az ügyfélszerzés és -támogatás típusára (pl. közvetlen értékesítés, partneri értékesítés, online).

A vállalat üzleti folyamatainak strukturálásának eredménye a folyamatábra (process map), amelyet gyakran például értéklánc-diagram formájában ábrázolnak.
Hermann J. Schmelzer és Wolfgang Sesselmann hozzáteszik:

„
Az üzleti folyamatok között összefüggések és függőségek vannak. Ezek szolgáltatások és információk átadásán alapulnak.
E kapcsolatok ismerete elengedhetetlen a folyamatok megértéséhez, irányításához és szabályozásához.
”

### Az üzleti folyamatok meghatározása

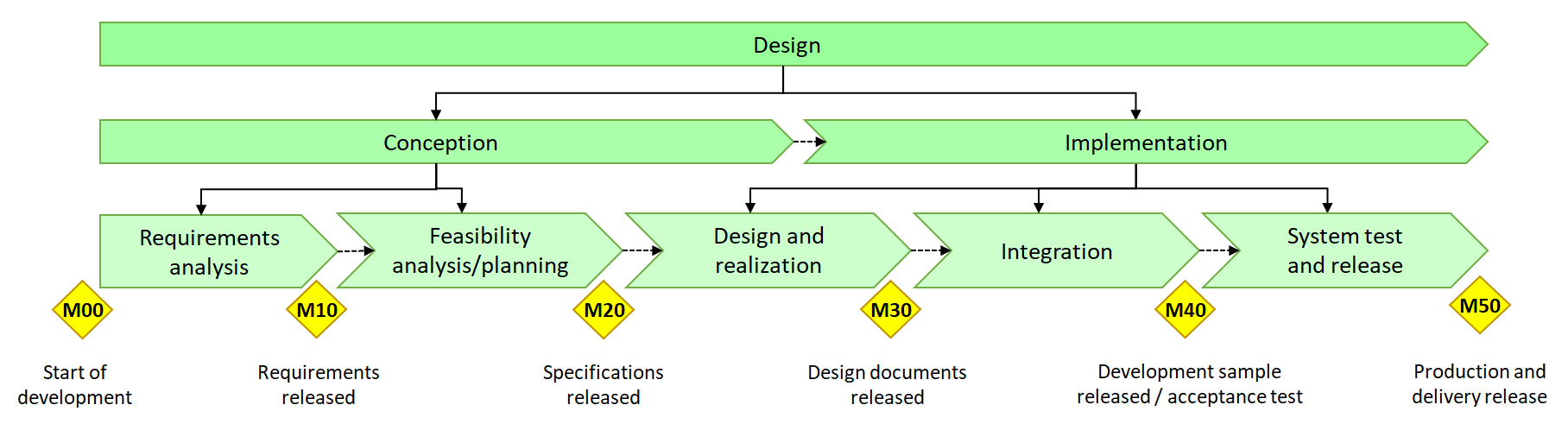
A termékfejlesztés definíciója

Az üzleti folyamatok meghatározása gyakran a vállalat kulcsfolyamataival kezdődik, mivel ezek alapvetően hozzájárulnak a vállalat értékteremtéséhez, és közvetlen hatással vannak az ügyféligények kielégítésére:
- A cég számára:
  - Erős külső hatás,
  - Könnyen megkülönböztethető más üzleti folyamatoktól és
  - A legnagyobb lehetőséget kínálja az üzleti folyamatok optimalizálására, mind a folyamat teljesítményének vagy termelékenységének javításával, mind a költségek csökkentésével.

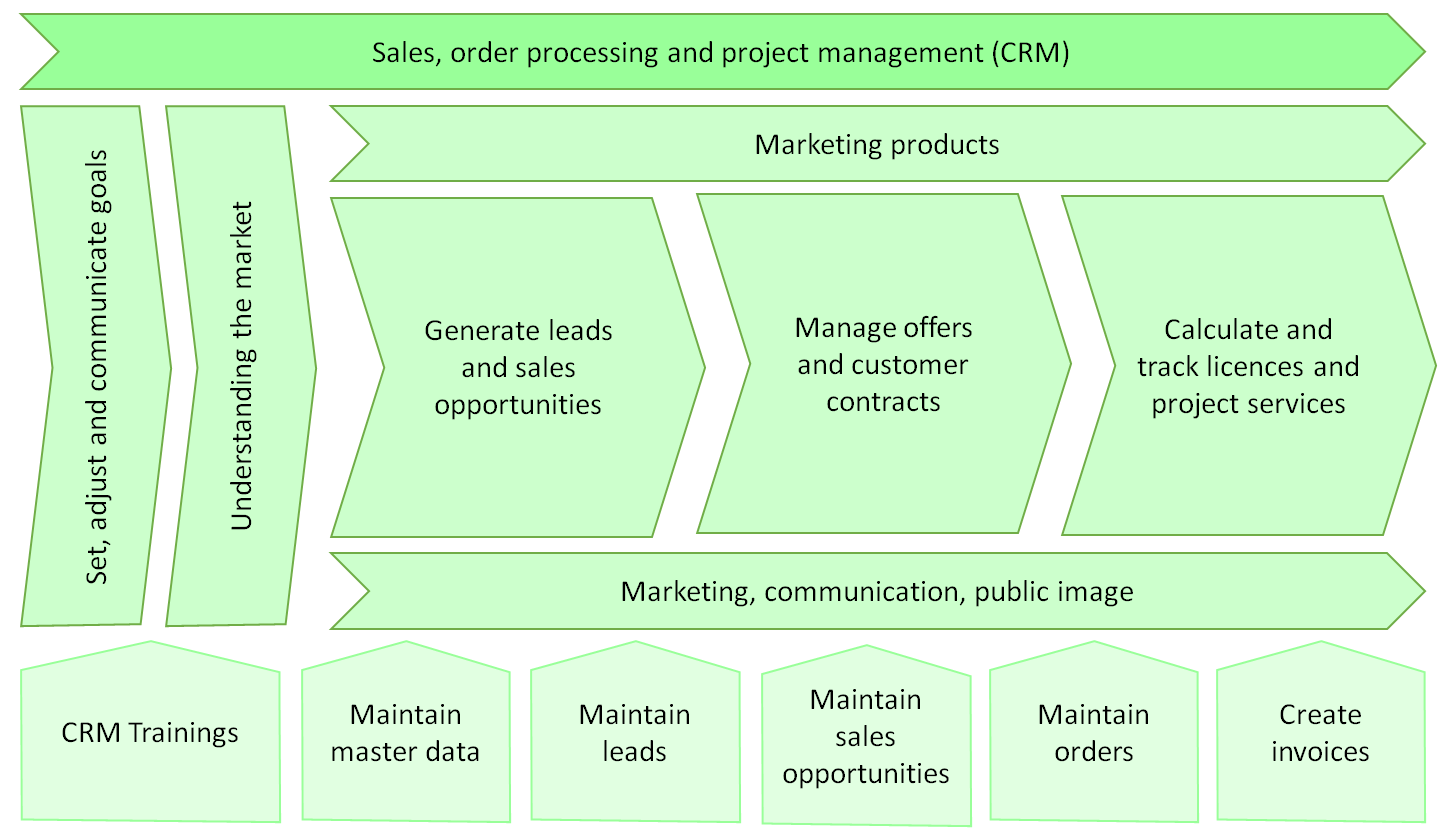
Az ügyfélkapcsolat-kezelés definíciója

Egy üzleti folyamat hatókörét úgy kell meghatározni, hogy az kezelhető számú alfolyamatot tartalmazzon, ugyanakkor az összes üzleti folyamat száma is észszerű keretek között maradjon. Általában öt-tíz üzleti folyamat üzletági egységenként már lefedi a vállalat teljes teljesítményterületét.
Minden üzleti folyamatnak önállónak kell lennie – ugyanakkor a folyamatok egymással összekapcsolódnak.
Egy üzleti folyamat meghatározása magában foglalja a következő kérdések megválaszolását:
- Milyen eredményt kell elérni a folyamat végén?
- Milyen tevékenységek szükségesek ennek eléréséhez?
- Milyen objektumokat kell feldolgozni (pl. megrendelések, nyersanyagok, beszerzések, termékek stb.)?

A vállalati kultúra jellegétől függően – legyen az inkább változásra nyitott vagy a status quo megőrzésére törekvő –, valamint a kommunikáció hatékonyságától függően az üzleti folyamatok meghatározása lehet egyszerű vagy kihívást jelentő feladat. Mindez nagymértékben azon múlik, hogy a szervezeten belüli kulcsszereplők, például az osztályvezetők mennyire hajlandók támogatni a kezdeményezést. Ebben az összefüggésben a hatékony kommunikáció kulcsszerepet játszik.
Ezzel kapcsolatban Jörg Becker és Volker Meise rámutatnak, hogy egy szervezettervezési kezdeményezés kommunikációs stratégiájának célja az kell legyen, hogy megszerezze a szervezet tagjainak támogatását a tervezett strukturális változásokhoz.
Érdemes megjegyezni, hogy az üzleti folyamatmodellezés rendszerint megelőzi a folyamatoptimalizálást, amely a folyamatok szervezésének átalakításával jár – ezt a tényt a résztvevők általában jól ismerik.
A kommunikációs stratégiának ezért arra kell fókuszálnia, hogy meggyőzze a szervezeti tagokat a tervezett strukturális módosítások támogatásáról.
Jelentősebb ellenállás esetén azonban az üzleti folyamatok meghatározásához külső szakértelem is igénybe vehető.

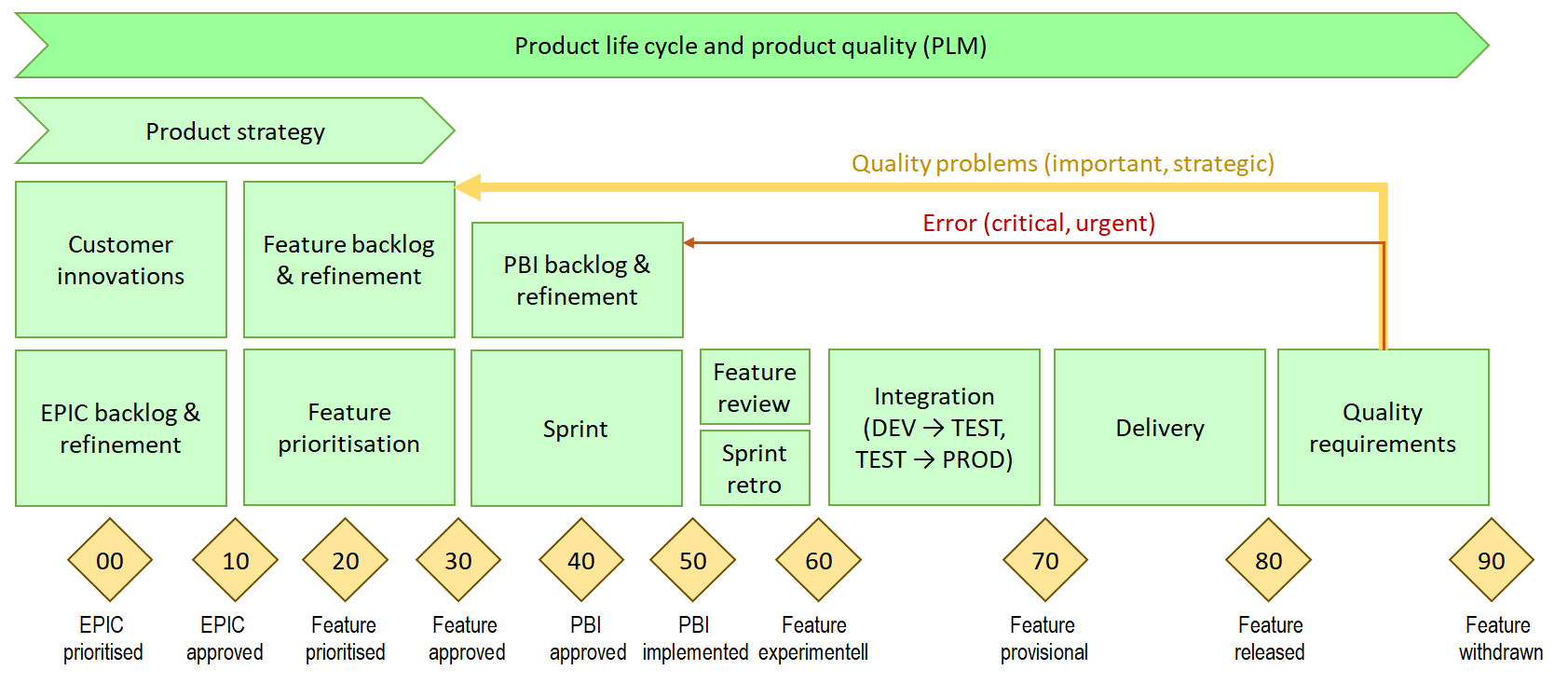
Értékláncdiagram a "termékéletciklus-menedzsment" SCRUM-mal történő példaértékű ábrázolásával

#### Általános folyamatazonosítás és egyedi folyamatazonosítás
Jörg Becker és Volker Meise két megközelítést említenek: általános folyamatazonosítást és egyedi folyamatazonosítást, és az általános folyamatazonosításról a következőket állítják:

„
Az általános folyamatdefiníció abból indul ki, hogy léteznek alapvető, általánosan érvényes folyamatok, amelyek minden vállalatban azonosak.
”

Továbbá hozzáteszik:

„
Az általános folyamatazonosításhoz részletes referenciamodellek is használhatók. Ezek olyan iparág- vagy alkalmazásspecifikus folyamatokat írnak le, amelyeket ugyan még hozzá kell igazítani az egyedi esetekhez, de szerkezetükben már összehangoltak.”
”

Jörg Becker és Volker Meise az egyedi folyamatazonosításról a következőket írják:

„
Az egyedi vagy szinguláris folyamatazonosítás során abból indulnak ki, hogy az egyes vállalatok folyamatai eltérnek a vevői igények és a versenyhelyzet függvényében, és az egyedi problémaszituáció alapján induktív módon azonosíthatók.
”

Az üzleti folyamatok meghatározásának eredménye általában az üzleti folyamatok durva struktúrája, amelyet értéklánc-diagramként ábrázolnak.

### Az üzleti folyamatok további strukturálása

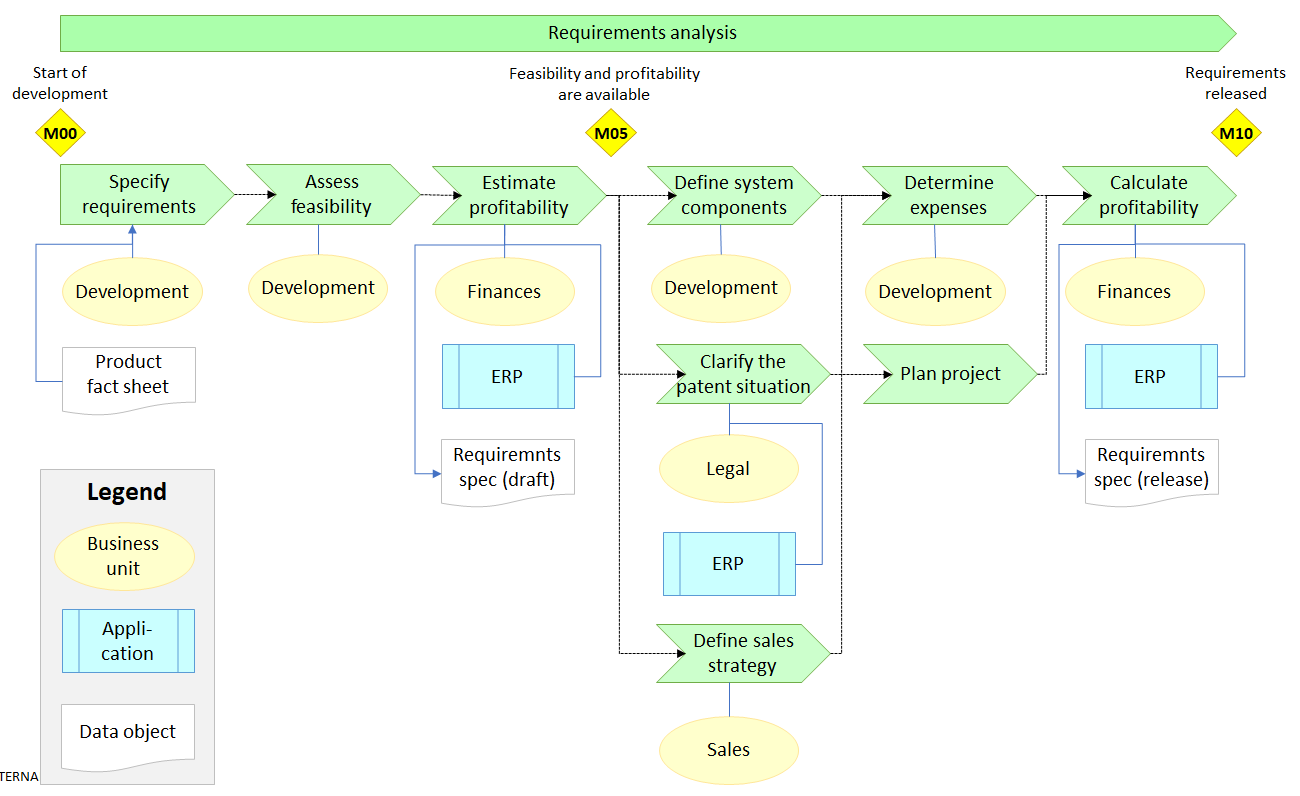
Példa egy üzleti folyamat alfolyamatokra bontására – kiegészítve mérföldkövekkel, üzleti egységekkel, adatobjektumokkal és IT-rendszerekkel

Az eddig kialakított üzleti folyamatok durva struktúráját most lebontják – olyan alfolyamatokra, amelyek önálló jellemzőkkel rendelkeznek, de egyúttal hozzájárulnak az üzleti folyamat céljának eléréséhez. Ezt a lebontást jelentős mértékben befolyásolnia kell az üzleti folyamatmodellezés alkalmazási területének és a hosszú távú sikerét célzó stratégiának, és addig kell folytatni, amíg az így definiált alfolyamatok testreszabása érdemben hozzájárul a kitűzött cél és stratégia megvalósításához.
Az így kialakított alfolyamat egy modell segítségével írja le, hogyan zajlanak le az eljárások a vállalat működési céljainak elérése érdekében. A modell a valóság (vagy egy célállapot) absztrakciója, és konkrét formája az alkalmazás céljától függ.
Az alfolyamatok további lebontása az üzleti folyamatmodellezés során szükség esetén tovább folytatható. Ha az üzleti folyamat fázisokra tagolható, amelyeket mérföldkövek választanak el egymástól, akkor az ilyen fázisokra bontás elterjedt gyakorlatnak számít. Amennyiben lehetséges, a mérföldkövek átvitele a következő lebontási szintre elősegíti az általános megértést.
Az üzleti folyamatok további strukturálásának eredményeként általában alfolyamatok hierarchiája jön létre, amelyet értéklánc-diagramokkal ábrázolnak. Gyakori jelenség, hogy nem minden üzleti folyamat kerül azonos mélységű lebontásra. Különösen azok az üzleti folyamatok, amelyek nem biztonságkritikusak, nem járnak jelentős költséggel, vagy nem járulnak hozzá közvetlenül a működési cél eléréséhez, sokkal kisebb részletezettséggel kerülnek lebontásra. Ugyanígy, egy folyamat (jóval) későbbre tervezett részletes lebontásának előkészítéseként először egyszerűbb vagy kevésbé összetett eszközökkel is kialakítható a közös megértés – például szöveges leírással vagy teknősbéka-diagrammal (turtle diagram)

### A folyamat felelősségének kiosztása

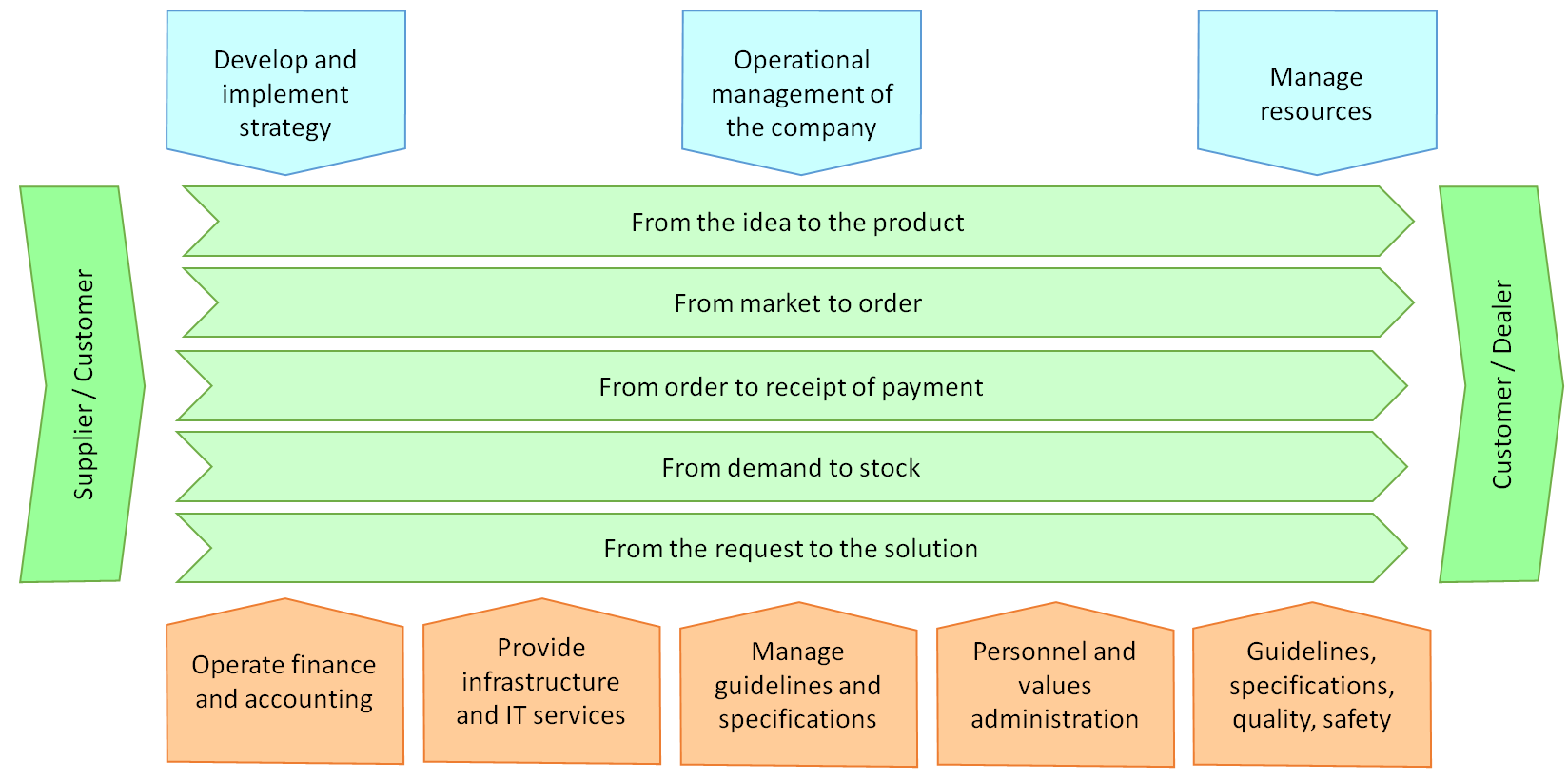
Példa egy piacvezérelt vállalat folyamattérképére

A teljes, önálló üzleti folyamatokat összefoglalják, és egy felelős személynek vagy csapatnak adják át. A folyamatgazda felelős a folyamat sikeréért, megteremti a szükséges keretfeltételeket, és összehangolja saját munkáját a többi folyamatgazdáéval. Emellett felelős az üzleti folyamatok közötti információáramlásért is. Ez a koordináció elengedhetetlen ahhoz, hogy a folyamatok összhangban legyenek az átfogó célkitűzésekkel.

### Üzleti folyamatok modellezése
Ha az üzleti folyamatokat egy adott informatikai rendszer és ábrázolási forma – például grafikus megjelenítés – segítségével dokumentálják, ezt általában modellezésnek nevezzük. A dokumentálás eredménye az üzleti folyamatmodell.

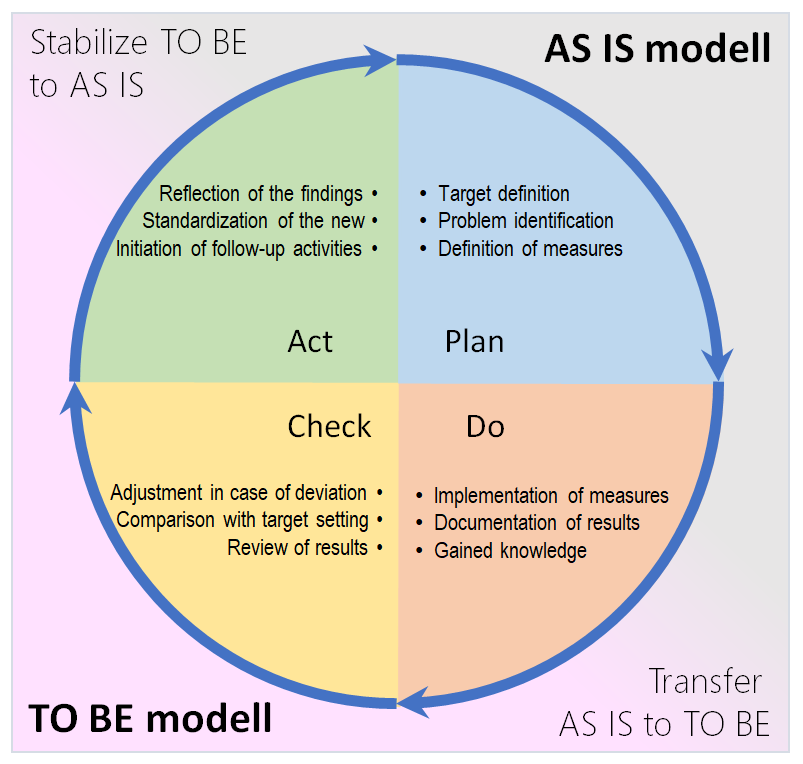
Modellként és a PDCA-ra ráhelyezett modellként

Ahogy a modellezés és a modellkedés is
Mivel a kulcsfontosságú üzleti folyamatok egyértelműen a vállalat által azonosított üzleti folyamatok többségét alkotják, általánossá vált ezeknek a folyamatoknak az újbóli felosztása.
A felosztás módja eltérő lehet a vállalat típusa és üzleti tevékenysége szerint.
Ezeket a megközelítéseket jelentős mértékben befolyásolja az üzleti folyamatmodellezés meghatározott alkalmazási célja, valamint az üzleti folyamatmodellezés hosszú távú sikerére irányuló stratégia.
A jelenlegi modellezés
Ansgar Schwegmann és Michael Laske így magyarázzák: 

„
A jelenlegi állapot meghatározása az alapja a gyenge pontok feltárásának és a fejlesztési lehetőségek lokalizálásának. Így például azonosíthatók olyan gyenge pontok, mint az organizációs töréspontok vagy az elégtelen informatikai lefedettség.
”

A következő hátrányok a modellezés ellen szólnak:
- A projektben részt vevők kreativitása az optimális célfolyamatok kidolgozása terén elfojtott, mivel a régi struktúrákat és folyamatokat a későbbi célmodellezés és -feldolgozás tükröződése nélkül átvehetik.
- A részletes , jelenlegi modellek létrehozása jelentős erőfeszítést jelent, amelyet a projekt résztvevői közötti konszenzus eléréséhez szükséges erőfeszítések is befolyásolnak a kapcsolódási pontokon és a felelősségi körök átadásánál.

Ezek az érvek különösen nagy súllyal esnek latba, ha egyébként is üzleti folyamatújratervezést terveznek.
Ansgar Schwegmann és Michael Laske is felsorolják az „ahogy van” modellezés számos előnyét:
- A jelenlegi helyzet modellezése az alapja a gyengeségek és a fejlesztési lehetőségek azonosításának
- A jelenlegi állapot ismerete előfeltétele a célállapotba való migrációs stratégiák kidolgozásának
- A jelenlegi állapot modellezése áttekintést nyújt a meglévő helyzetről, ami különösen értékes lehet az újonnan bevont és a külső projektrésztvevők számára.
- Az „ahogy van” modellezés kiindulópont lehet a képzéshez és a projekt résztvevőinek bemutatásához az eszközök és módszerek terén.
- Az „ahogy van” modell ellenőrzőlistaként szolgálhat a későbbi célmodellezéshez, így egyetlen releváns probléma sem marad ki.
- Az „ahogy van” modellek kiinduló modellként használhatók a célmodellezéshez, ha a célállapot nagyon hasonlít a jelenlegi helyzethez, legalábbis bizonyos területeken.

Más előnyöket is találhatunk, mint például
- Az „ahogy van” modell alkalmas az irányítási rendszer tanúsításának támogatására.
- Az „ahogy van” modell szolgálhat szervezeti dokumentáció (írásos szabályok, a szervezet specifikációi és előírásai, ...) alapjául.
- A munkafolyamat-kezelés követelményei az „ahogy van” modell alapján ellenőrizhetők (folyamatok meghatározása, ismétlési gyakoriság, ...).
- A kulcsmutatók az „ahogy van” modell alapján gyűjthetők, hogy összehasonlíthatók legyenek az átszervezés után elért kulcsmutatókkal, és mérhető legyen az intézkedések sikeressége.

Modellkedni
Mario Speck és Norbert Schnetgöke a célállapot-modellezés célját a következőképpen határozzák meg: „A célfolyamatok a vállalat stratégiai célkitűzéseire épülnek, Ez azt jelenti, hogy a vállalat minden alfolyamatát és egyedi tevékenységét elemezni kell abból a szempontból, hogy hozzájárulnak-e a célok eléréséhez, Azok az alfolyamatok vagy tevékenységek, amelyek nem azonosíthatók értékteremtőként, és legalább egy nem pénzbeli vállalati célkitűzést sem szolgálnak, azokat ki kell iktatni az üzleti folyamatokból.”
Emellett felsorolnak öt alapelvet is, amelyek bevált irányelvként szolgálnak a tervezett (to-be) modellek létrehozásához:
- Az alfolyamatok és az egyes tevékenységek párhuzamos feldolgozása előnyösebb a szekvenciális feldolgozásnál – nagyobb optimalizálási potenciált rejt magában.
- Egy részfolyamat kidolgozását a lehető legkövetkezetesebben kell elvégeznie egy személynek vagy csoportnak – ez teszi lehetővé a legjobb modellminőség elérését.
- Az önellenőrzést lehetővé kell tenni az egyes részfolyamatok és az egyes tevékenységek esetében a feldolgozás során – ez csökkenti a minőségbiztosítási költségeket.
- Ha másképp nem lehetséges, akkor minden folyamathoz legalább egy belső ügyfelet/felhasználót kell meghatározni – ez erősíti az ügyféltudatot és javítja a folyamatok teljesítményének értékelhetőségét.
- Figyelembe kell venni a célfolyamatok bevezetése során felmerülő tanulási hatásokat – ez erősíti a munkavállalók értékteremtési tudatosságát.

Az aktuális állapotot (as-is) vagy a célállapotot (to-be) bemutató üzleti folyamatmodell a következő elemekből áll:

#### Alfolyamatok
Elhatárolás

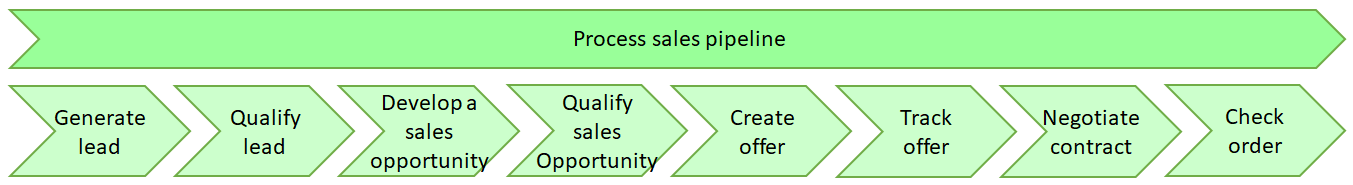
Az üzleti folyamat lebontása Az értékesítési folyamat fázisok szerinti alfolyamataira

August W. Scheer állítólag előadásai során a következőt mondta:

„A folyamat az folyamat az folyamat.”

Ezzel a kifejezéssel a folyamat fogalmának rekurzivitására kívánt rámutatni, mivel szinte minden folyamat kisebb folyamatokra (alfolyamatokra) bontható.
Ebben az összefüggésben az olyan kifejezések, mint üzleti folyamat, főfolyamat, alfolyamat vagy elemi folyamat, csupán kétségbeesett próbálkozások a folyamatlebontás egyes szintjeinek megnevezésére.
Mivel nincs egységesen elfogadott megállapodás az üzleti folyamatok, főfolyamatok, alfolyamatok vagy elemi folyamatok részletezettségi szintjeiről, ezek a kifejezések nem tekinthetők univerzálisan definiáltnak, hanem mindig az adott üzleti folyamatmodell kontextusában értelmezendők.
Emellett egyes német nyelvterületen működő gazdaságinformatikai iskolák nem használják a folyamat kifejezést (az akciók sorrendjének ábrázolása értelmében), illetve a funkció kifejezést (mint egyértelműen egy vállalati funkciógazdához rendelt, körülhatárolt vállalati tevékenységi terület).

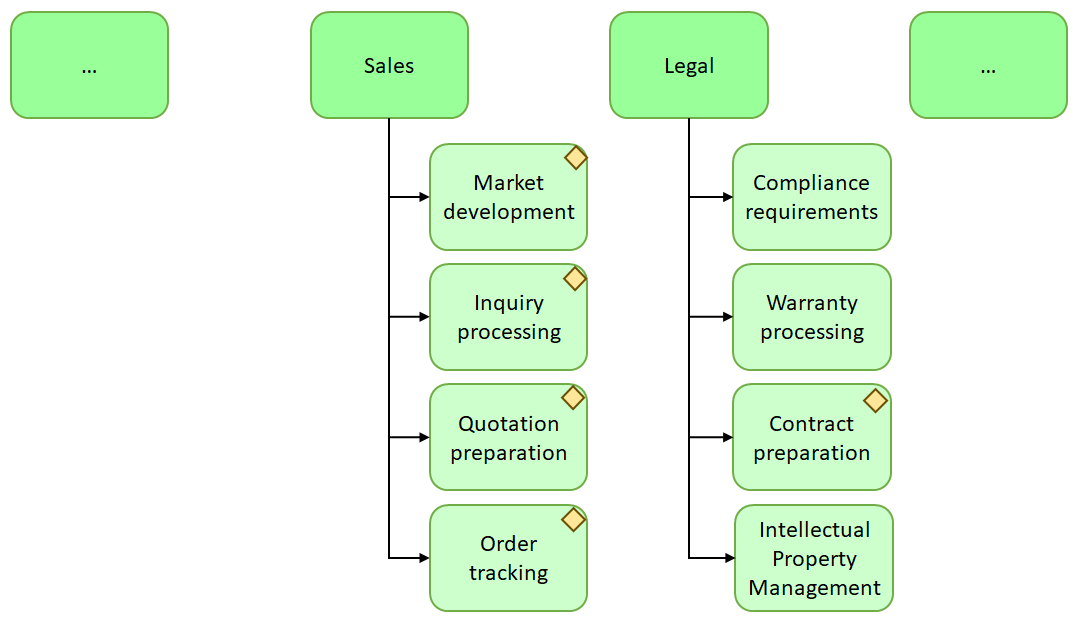
Funkciófa a tipikus vállalati tevékenységek kivonatával, az értékesítési folyamathoz kapcsolódó releváns funkciók megjelölésével

Például August W. Scheer ARIS módszertanában lehetőség van arra, hogy a funkciónézetben szereplő funkciókat a vezérlési nézetben folyamatként használjuk – és fordítva.
Bár ennek előnye, hogy a már meghatározott folyamatok vagy funkciók újra felhasználhatók különböző helyeken, az is együtt jár vele, hogy a funkciónézet eredeti célja elmosódik, és az ARIS felhasználó már nem képes világosan elválasztani egymástól a folyamatokat és a funkciókat.
Az első ábra egy értéklánc-diagramot mutat be, amely szemlélteti, hogyan lett az Értékesítési csővezeték szerkesztése üzleti folyamat alfolyamatokra lebontva a folyamat fázisai alapján, az akciók (tevékenységek) sorrendjének ábrázolása értelmében.
A második ábra egy tipikus funkciókivonatot mutat be – a funkciók itt körülhatárolt vállalati funkciós vagy tevékenységi területeket jelentenek, amelyekhez egy-egy vállalati funkciógazda van rendelve.
A funkciók struktúráját a kompetenciaterületek és a felelősségi hierarchia alapján alakították ki.
Azokat a vállalati funkciókat, amelyek a Értékesítési csővezeték szerkesztése üzleti folyamatot támogatják, a funkciófában külön is megjelölték.
Hasznosítás
Egy üzleti folyamat alfolyamatokra bontható, egészen addig, amíg a további bontás már nem értelmes vagy nem lehetséges (a legkisebb értelmezhető alfolyamat az úgynevezett elemi folyamat).
Általában egy üzleti folyamat minden bontási szintjét ugyanazzal a módszertannal dokumentálják: folyamatszimbólumokkal.
Az egyes bontási szintek modellezésekor használt folyamatszimbólumok rendszerint a következő szint alfolyamataira utalnak, egészen addig, amíg el nem érik az elemi folyamatok szintjét.
Az értéklánc-diagramokat gyakran alkalmazzák az üzleti folyamatok, főfolyamatok, alfolyamatok és elemi folyamatok ábrázolására.
Munkafolyamat
A munkafolyamat egy olyan feladatsorozat ábrázolása, amelyet elvégezhet egy személy, egy egyszerű vagy összetett mechanizmus, egy személyekből álló csoport, egy szervezeti egység vagy gépek (beleértve az informatikai rendszereket is).
A munkafolyamat tehát mindig az elemi folyamat szintjén helyezkedik el.
A munkafolyamat felfogható a valós munka bármely absztrakciójaként, amely feladatmegosztás, munkamegosztás vagy másféle strukturálás szerint tagolt.
Irányítási célból a munkafolyamat tekinthető a valós munka egy adott nézőpont alatti leképezésének is.

#### Függvények
Elhatárolás

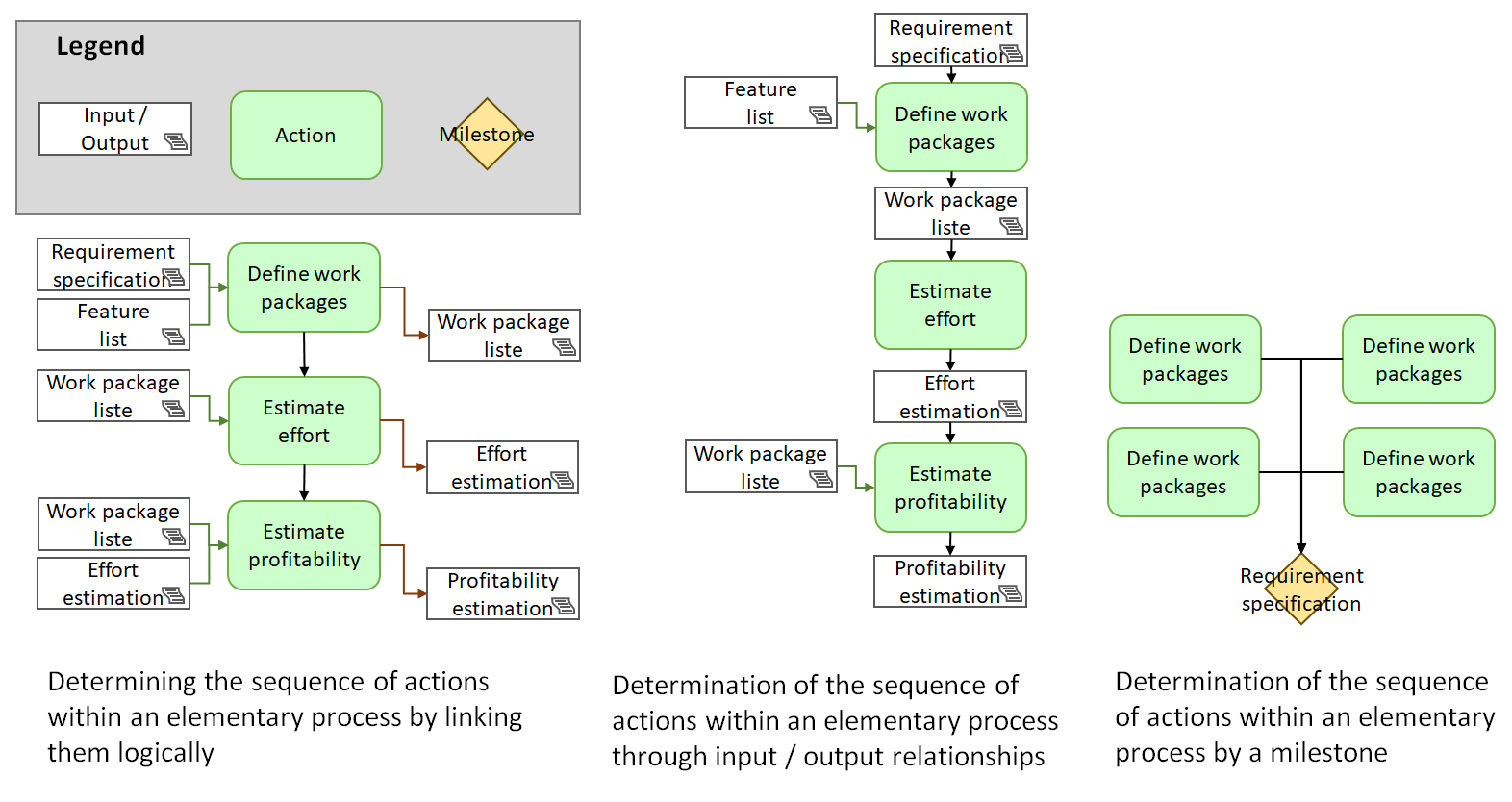
Egy elemi folyamat feladatai, három különböző megközelítés által meghatározott feladatsorrend

A funkció kifejezést gyakran szinonimaként használják egy körülhatárolt vállalati funkciós vagy tevékenységi (aktivitási) terület megnevezésére, amelyhez egy vállalati funkciógazda van rendelve, valamint az atomikus tevékenységre (feladatra) is, amely az elemi folyamatok szintjén helyezkedik el.
A funkció kettős értelmezésének elkerülése érdekében az atomikus tevékenységeket a BPMN elnevezési szabályainak megfelelően célszerű feladatnak nevezni.
A modern eszközök lehetőséget kínálnak egy feladat automatikus átalakítására folyamattá, így bármikor létrehozható egy újabb folyamatlebontási szint, amelyben az adott feladat elemi folyamattá válik.
Hasznosítás
Az elemi folyamatok szintjén használt grafikus elemek a funkciók (feladatok) segítségével írják le az események időbeli-logikai sorrendjét.
A feladatok sorrendjét az elemi folyamatokon belül azok logikai összekapcsolása határozza meg (logikai operátorokkal vagy elágazásokkal, ún. kapukkal, amennyiben azt nem határozzák meg már eleve a bemenet/kimenet kapcsolatok vagy a mérföldkövek.
Gyakori a további grafikus elemek alkalmazása az interfészek, állapotok (események), feltételek (szabályok), mérföldkövek stb. ábrázolására, a folyamat jobb megértése érdekében.
Az alkalmazott modellezőeszköztől függően nagyon eltérő grafikus ábrázolásmódok (modellek) használatosak.

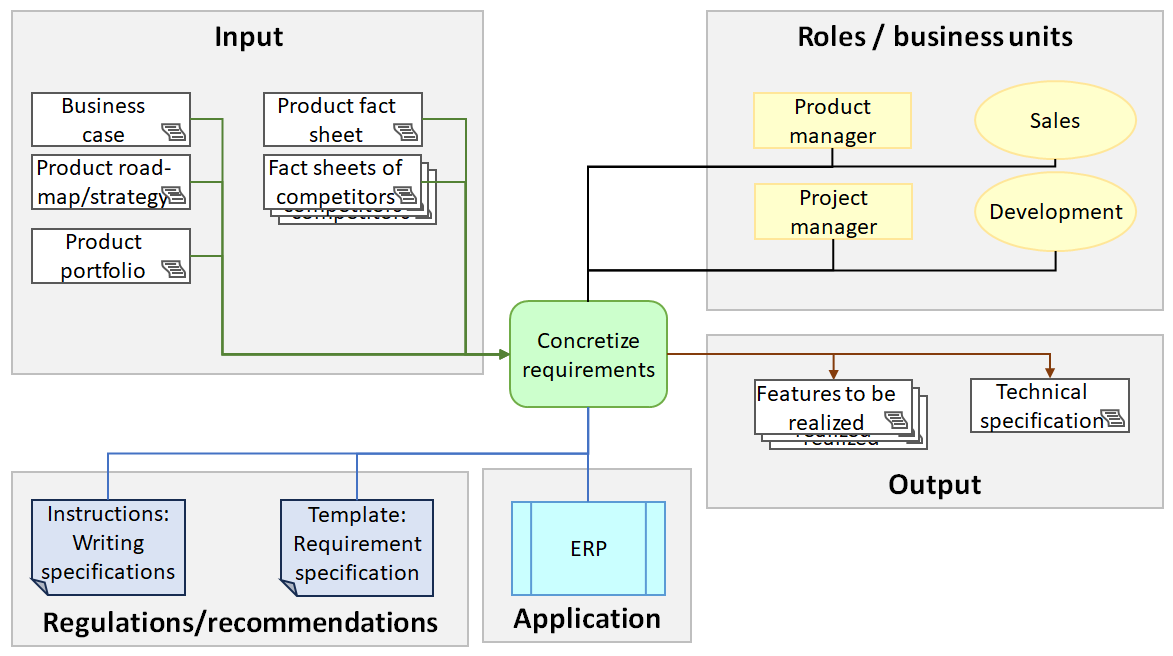
Példa egy funkcióelosztási diagramra (FAD) a törzsadatok külön nézetbe történő kiszervezéséhez a folyamatmodell olvashatóságának megőrzése érdekében

Ezenfelül a funkciók (feladatok) kiegészíthetők grafikus elemekkel, amelyek a bemeneteket, kimeneteket, rendszereket, szerepköröket stb. írják le – a leírás pontosságának javítása és/vagy a részletezettség növelése érdekében.
Ezek a kiegészítések azonban gyorsan áttekinthetetlenné tehetik a modellt.
A leírás pontossága és az áttekinthetőség közötti ellentmondás feloldására két fő megoldás létezik:
- A bemenetek, kimenetek, rendszerek, szerepkörök stb. ábrázolására szolgáló kiegészítő grafikus elemek kiszervezése egy funkció-hozzárendelési diagramba (Function Allocation Diagram, FAD), vagy
- Ezen elemek szelektív megjelenítése vagy elrejtése a kérdésfelvetés vagy alkalmazás függvényében.

A képen látható funkció-hozzárendelési diagram jól szemlélteti, hogyan egészíthetők ki a funkciók (feladatok) grafikus elemekkel a bemenetek, kimenetek, rendszerek, szerepkörök, stb. leírására.

#### Törzsadatok (termékek)
A törzsadat (master data) fogalmát sem a The Open Group (The Open Group Architecture Framework, TOGAF), sem John A. Zachman (Zachman Framework) sem pedig a német nyelvű gazdaságinformatika öt jelentős iskolájának egyik képviselője sem definiálta:
1. August W. Scheer
2. Hubert Österle
3. Otto K. Ferstl és Elmar J. Sinz
4. Hermann Gehring
5. Andreas Gadatsch

A kifejezés ennek ellenére széles körben elterjedt, mivel a szakirodalomban nincs megfelelő alternatívája.
A fogalom alapját az a tágabb értelmű adatmegközelítés képezi, amely az üzletileg releváns objektumokra vonatkozó alapinformációkat jelenti, és olyan alapadatokra utal, amelyek nem képezik az üzleti folyamat elsődleges információit. August W. Scheer szerint az ARIS modellben ez a szervezeti nézet, az adatnézet, a funkciónézet és a teljesítménynézet alapinformációit jelenti.
Andreas Gadatsch szerint a GPM (Ganzheitliche Prozessmodellierung, azaz holisztikus folyamatmodellezés) keretében ez a következő alapinformációkat jelenti: a szervezeti struktúra nézete, a tevékenységstruktúra nézete, az adatstruktúra nézete, valamint az alkalmazásstruktúra nézete. (3.2. fejezet: GPM – Holisztikus folyamatmodellezés)
Otto K. Ferstl és Elmar J. Sinz számára a SOM-ban (Szemantikus Objektummodell) ez az információ a Business plan és Resources szintek alapvető adatait jelentené.
A törzsadatok lehetnek például:
- Az az üzleti egység, amelynek felelősségi körébe tartozik egy folyamat.
- Az üzleti objektum, amelynek információi szükségesek a folyamat végrehajtásához
- A folyamat során előállított termék
- A folyamat végrehajtása során betartandó irányelvek
- A folyamat során felmerülő kockázat
- Az a lépés, amelyet a folyamatképesség növelése érdekében hajtanak végre
- Az a kontroll, amelyet a folyamat irányításának biztosítása érdekében hajtanak végre
- Az üzleti folyamatok végrehajtását támogató informatikai rendszer
- A mérföldkő, amely a folyamatokat folyamatfázisokra osztja
- stb.

Ha az üzleti folyamatmodellezéshez törzsadatokat is hozzáadunk, ugyanaz a folyamatmodell különböző alkalmazási területeken is felhasználható, és az így létrejövő szinergiák révén a folyamatmodellezés megtérülése is gyorsabban elérhetővé válik.
Attól függően, hogy az üzleti folyamatmodellezés során milyen jelentőséget tulajdonítanak a törzsadatoknak, a törzsadatok vagy beágyazhatók közvetlenül a folyamatmodellbe anélkül, hogy az rontaná annak olvashatóságát, vagy pedig külön nézetbe szervezhetők ki – például funkció-hozzárendelési diagramokba.
Ha a törzsadatokat rendszerszinten illesztik be az üzleti folyamatmodellbe, akkor ezt artefaktum-központú üzleti folyamatmodellnek nevezzük
Műtárgy-központú üzleti folyamat
Az artefaktum-központú üzleti folyamatmodell átfogó megközelítésként alakult ki az üzleti folyamatok modellezésére, mivel rendkívül rugalmas megoldást kínál a folyamatok működési specifikációinak rögzítésére.
Különösen az üzleti folyamatokhoz kapcsolódó adatok – az úgynevezett artefaktumok – leírására összpontosít, azáltal hogy jellemzi az üzletileg releváns adategységeket, azok életciklusait és a kapcsolódó szolgáltatásokat.
Az artefaktum-központú folyamatmodellezési megközelítés elősegíti az üzleti műveletek automatizálását, valamint támogatja a munkafolyamatok rugalmas végrehajtását és fejlődését.

#### Külső dokumentumok és IT-rendszerek integrációja
A külső dokumentumok és informatikai rendszerek integrálása jelentősen növelheti az üzleti folyamatmodell hozzáadott értékét.
Például a tudásbázisban található objektumokhoz vagy a szabálykeretrendszer dokumentumaihoz való közvetlen hozzáférés jelentősen növelheti az üzleti folyamatmodell gyakorlati hasznosságát, és ezáltal elősegítheti az üzleti folyamatmodellezés elfogadottságát a mindennapi működésben.
Az összes érintett informatikai rendszer kihasználhatja sajátos előnyeit, és kölcsönösen erősíthetik egymást (például egymáshoz kapcsolódhatnak, vagy egységesíthetik a dokumentumtárolási struktúrát).
- a tudásbázis rövid válaszideje; viszonylag magas auditorszám, a tartalom nagyon gyors adaptációja és a tartalom közzétételére vonatkozó alacsony követelmények jellemzik – pl. egy wiki segítségével megvalósítva
- A szabályozási keretrendszer jogilag megfelelő dokumentumai; jellemző rájuk a nagyon kevés speciálisan képzett auditor, a tartalom validált adaptációja és a tartalom kiadására vonatkozó magas követelmények – pl. dokumentumkezelő rendszerrel megvalósítva.
- A folyamatok grafikus ábrázolásának integrálása egy BPM rendszer által; jellemző rá az auditorok közepes száma, a tartalom mérsékelten gyors adaptációja és a tartalom kiadására vonatkozó mérsékelt követelmények.

Ha a tudásbázis összes releváns objektuma és/vagy a szabályrendszer dokumentumai össze vannak kapcsolva a folyamatokkal, a végfelhasználók kontextuálisan hozzáférhetnek ezekhez az információkhoz, és nem szükséges ismerniük a kapcsolódó rendszerek tárolási struktúráját.
A külső rendszerek közvetlen kapcsolata arra is felhasználható, hogy az aktuális mérési eredményeket vagy rendszerállapotokat integrálják a folyamatokba (például a folyamatok aktuális működési állapotának megjelenítésére), widgetek megjelenítésére, külső rendszerek kimeneteinek megjelenítésére, vagy arra, hogy ugrást hajtsanak végre külső rendszerekbe, és ott egy előre konfigurált párbeszédablakkal elindítsanak egy tranzakciót.
További kapcsolatok a külső rendszerekhez például elektronikus adatcserére (EDI) is felhasználhatók.

### Modellkonszolidáció
Itt annak ellenőrzéséről van szó, hogy vannak-e redundanciák. Ha igen, akkor az érintett alfolyamatokat összevonják vagy a többször használt alfolyamatokat támogató folyamatokként kiszervezik.
A sikeres modellkonszolidáció érdekében előfordulhat, hogy az alfolyamatok eredeti lebontását felül kell vizsgálni.
Ansgar Schwegmann és Michael Laske így fogalmaznak:

„
A különböző modellezési egységek modelljeinek konszolidációja szükséges ahhoz, hogy egy integrált ... modellt kapjunk.
”

Emellett felsorolnak több olyan szempontot is, amelyeknél a modellkonszolidáció kiemelten fontos:
- - A modellező csapatoknak már a modellkészítés során törekedniük kell a modellek harmonizálására, hogy az azt követő konszolidáció megkönnyíthető legyen.
  - Ha a problématerület objektumorientált lebontását végzik el, akkor már korai szakaszban elemezni kell, hogy léteznek-e hasonló struktúrák és folyamatok különböző objektumok között.
  - Ha a problématerület funkcióorientált lebontását végzik, akkor különösen a modellezett területek illesztési felületeit kell harmonizálni.
  - Általánosan elmondható, hogy a modellezés során egységes részletezettségi szintre kell törekedni (minden lebontási szinten), hogy az almodellek összehasonlíthatósága és az illesztési pontok pontos meghatározása biztosított legyen.
  - Az egyes modellezési egységek csapataiban lezajlott modellezési tevékenységek befejezése után az elkészült részmodelleket egy átfogó modellbe kell integrálni.
  - A leképezett folyamatok visszakövethetőségének megkönnyítése érdekében érdemes kifejezetten modellezni azokat az üzleti tranzakciókat, amelyek különösen fontosak a vállalat számára, és ezeket a legfelső szinten leképezni. Például színezéssel is meg lehet különböztetni az egyes szervezeti egységekhez tartozó elemeket.[21]

### Folyamatláncolás és vezérlési áramlási minták

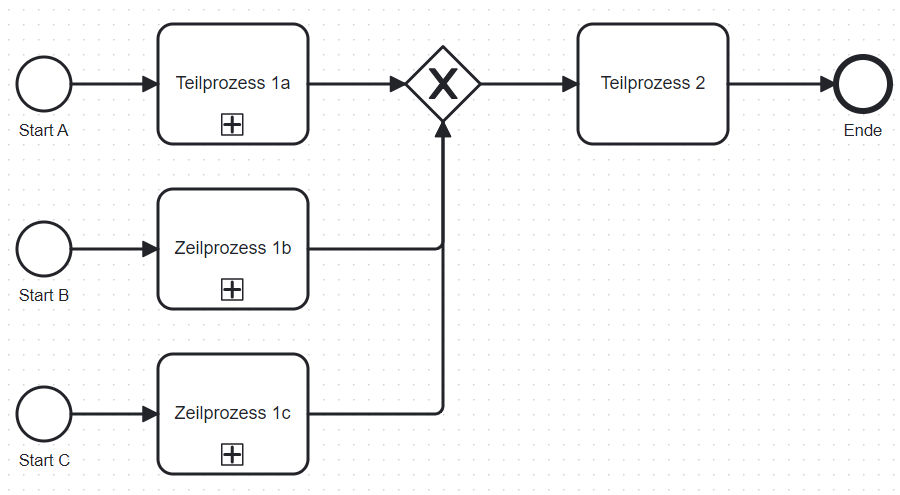
Modális láncolás (az 1a, 1b és 1c alfolyamatok szükséges véglegesítése a 2. alfolyamat kezdete előtt) egy BPMN eszközöket használó példában

Az alfolyamatok egymáshoz kapcsolását, valamint az alfolyamatokon belüli funkciók (feladatok) összefűzését úgynevezett vezérlési folyamatminták segítségével modellezik.
Az összefűzés tartalmi részleteit – amennyiben ez elő van írva – a folyamatok közötti interfészek tartalmazzák.

### Folyamatinterfészek
A folyamatinterfészek azért vannak definiálva, hogy
- Mutassa be az alfolyamatok közötti kapcsolatokat az üzleti folyamatok lebontása után, vagy
- Határozza meg, hogy az üzleti folyamatoknak vagy azok alfolyamatainak mit kell „átadniuk” egymásnak.

Általános szabályként elmondható, hogy ez a „mit” és annak struktúrája a következő folyamat követelményei alapján kerül meghatározásra.
A folyamatinterfészek a jelenlegi üzleti folyamat vagy alfolyamat kilépési pontját, valamint a következő üzleti folyamat vagy alfolyamat belépési pontját jelölik.

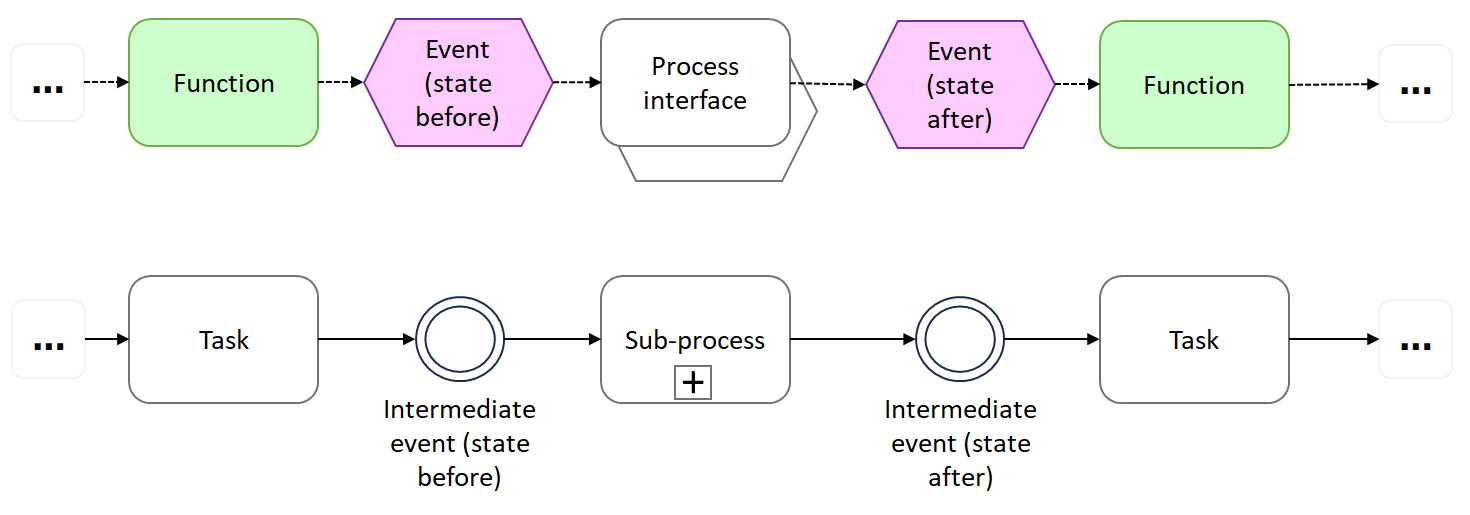
Egy folyamatábra, amely egy szolgáltatásfolyamathoz kapcsolódik EPC szintaxisban (fent) és BPMN szintaxisban (lent)

A folyamatinterfészek tehát leíró elemek, amelyek a folyamatok szakaszos összekapcsolását szolgálják. Egy folyamatinterfész lehet például egy bemeneti vagy kimeneti pont, amely adatokat, információkat vagy eredményeket továbbít az egyik folyamatból a másikba.
- Egy üzleti folyamatmodellt/alfolyamatmodellt ábrázol anélkül, hogy az általa hivatkozott üzleti folyamatmodell már definiálva lenne.
- Egy olyan üzleti folyamatmodellt/alfolyamatmodellt ábrázol, amelyre két/több fölérendelt vagy szomszédos üzleti folyamatmodell hivatkozik.
- Ugyanazon üzleti folyamatmodell/alfolyamatmodell két/több változatát ábrázolja.

A folyamatinterfészeket a felsőbb-, alsóbb szintű vagy szomszédos üzleti folyamatmodellek szereplői közösen egyeztetik. Ezeket az interfészeket egyszer kell definiálni és összekapcsolni, majd a folyamatmodellekben tetszőleges alkalommal újra felhasználhatók.
Az interfészek a következőkkel definiálhatók:
- Felelősség/elszámoltathatóság átruházása egyik üzleti egységről a másikra,
- Adatok átvitele egyik informatikai rendszerből a másikba,
- Eredeti bemenet (információk / anyagok az üzleti folyamat elején),
- Köztes eredmények átvitele alfolyamatok között (az előző folyamat kimenete és a következő folyamat bemenete általában megegyezik), vagy
- Végső kimenet (az üzleti folyamat tényleges eredménye / célja).

A gyakorlatban az átadott bemenetek/kimenetek gyakran adatok vagy információk, de bármely más üzleti objektum is elképzelhető (például anyagok, kész vagy félkész termékek, illetve dokumentumok, mint például a szállítólevél. Ezeket megfelelő továbbítási eszközökön keresztül biztosítják (például adatátadás esetén adattárolón keresztül).

### Üzleti folyamatok menedzsmentje
Az javított üzleti folyamatok gyakorlatba való átültetéséhez általában változásmenedzsment programokra van szükség. A szoftvertervezés fejlődésével egyre közelebb kerül a valósághoz az a vízió, hogy a BPM-modellek teljes mértékben végrehajthatóvá váljanak, lehetővé téve például a szimulációkat és a kétirányú fejlesztést.

#### Folyamatmodellek adaptálása
Az üzleti folyamatmenedzsmentben a folyamatok lefutását rendszeresen felülvizsgálják, és szükség esetén optimalizálják (módosítják). Függetlenül attól, hogy ez a folyamatmódosítás a folyamatos folyamatfejlesztés vagy egy folyamat-újratervezés eredménye, minden esetben magával hozza egyes alfolyamatok vagy akár a teljes üzleti folyamat frissítését.

## Ábrázolás típusa és jelölései
A gyakorlatban gyakori az informális, félig formális és formális modellek kombinációja: informális szöveges leírások a magyarázathoz, félig formális grafikus ábrázolások a vizualizációhoz, valamint formális nyelvi reprezentációk a szimuláció támogatására és a végrehajtható kódra való áttéréshez.

### Modellezési technikák
Számos jelölési szabvány létezik; a legelterjedtebbek a következők:
- Üzleti Folyamatmodell és Jelölésrendszer (BPMN), amelyet Stephen A. White javasolt 2002-ben, a Business Process Management Initiative publikálta – 2005 júniusában egyesítették az Object Management Grouppal
- Eseményvezérelt folyamatlánc (EPC), amelyet 1992-ben javasolt egy August-Wilhelm Scheer vezetésével működő munkacsoport
- Hozzáadott értéklánc-diagram ( VAD ), a folyamatok magas absztrakciós szintű vizualizálására
- Petri-háló, amelyet Carl Adam Petri fejlesztett ki 1962-ben
- Fischermanns és Liebelt által 1997-ben javasolt nyomon követési tervek (pl. egy folyamatábra formájában).
- HIPO modell, amelyet az IBM fejlesztett ki 1970 körül szoftvertervezési segédletként és dokumentációs technológiaként (nem műszaki, de üzleti orientációjú formában)
- Életciklus-modellezési nyelv (LML), amelyet eredetileg az LML irányító bizottsága tervezett és 2013-ban publikált
- Tárgy-orientált üzleti folyamatmenedzsment (S-BPM)
- Kognícióval fokozott természetes nyelvi információelemzési módszer (CogNIAM)
- A SIPOC diagramot az 1980-as években találták ki a Teljes Minőségirányítási mozgalom részeként, majd a Lean Management és a Six Sigma szakemberek is átvették.
- Egységes Modellezési Nyelv (UML), amelyet 1996-ban javasolt Grady Booch, Ivar Jacobson és James Rumbaugh, és amelyet az OMG égisze alatt folyamatosan felülvizsgálnak (kiterjesztéseket biztosít az üzleti folyamatokhoz)
- ICAM DEFINITION ( IDEF0 ), amelyet az amerikai légierő számára fejlesztettek ki az 1980-as évek elején
- Formalizált adminisztratív jelölésrendszer (FAN), amelyet Pablo Iacub és Leonardo Mayo alkotott meg az 1990-es években
- Harbári folyamatmodellezés (HPM)
- Business Process Execution Language (BPEL), egy XML-alapú nyelv, amelyet az OASIS fejlesztett ki 2002-ben az üzleti folyamatok leírására és automatizálására.
- Teknőcdiagram (más néven teknős módszer, teknős modell, 8W módszer), a folyamattal kapcsolatos tények egyszerű, világos és könnyen érthető grafikus ábrázolása

Továbbá:
- Kommunikációs struktúraanalízis, amelyet Hermann Krallmann professzor javasolt 1989-ben a berlini műszaki egyetem rendszerelemzési tanszékén.
- Kiterjesztett üzleti modellezési nyelv (xBML) [24] (elavultnak tűnik, mivel az alapító cég már nem működik online [25] )
- Az OMEGA jelölése (objektum-orientált módszer üzleti folyamatok modellezésére és elemzésére, O bjektorientierte Me thode zur G eschäftsprozessmodellierung und – a nalyse németül), Uta Fahrwinkel által 1995-ben bemutatott [26]
- Szemantikus objektummodell ( SOM ), amelyet 1990-ben javasoltak Otto K. Ferstl és Elmar J. Sinz
- KÉP – Módszer a közigazgatásban zajló üzleti folyamatok dokumentálására és modellezésére
- Adatfolyam-diagram, az adatfolyam ábrázolásának módja egy folyamaton vagy rendszeren keresztül
- Az úszósáv -technika, amelyet főként a BPMN-en keresztül ismerünk, de a SIPOC, a folyamatlánc-diagram ( PCD ) és más módszerek is ezt a technikát alkalmazzák.
- ProMet, egy módszertankészlet az üzleti mérnöki munkához
- Állapotdiagram, a rendszerek viselkedésének leírására szolgál

Ezenkívül a szoftverarchitektúrából származó reprezentációs típusok is használhatók:
- Folyamatábra, DIN 66001 szabvány szerint 1966 szeptemberétől, utolsó felülvizsgálat: 1983 decembere, vagy ISO 5807 szabvány szerint 1985-től
- Nassi-Shneiderman diagram vagy szerkezeti ábra, amelyet Isaac Nassi és Ben Shneiderman javasolt 1972/73-ban, a DIN 66261 szabványban szabványosítva.

#### Üzleti folyamatmodell és jelölések (BPMN)

Szitanyomás folyamata

### Eszközök
Az üzleti folyamatmodellező eszközök lehetőséget biztosítanak az üzleti felhasználók számára, hogy modellezzék folyamataikat, majd ezeket a modelleket megvalósítsák, végrehajtsák, és az aktuálisan lefuttatott adatok alapján finomítsák. Ennek eredményeként az ilyen eszközök átláthatóságot nyújtanak az üzleti folyamatokban, továbbá lehetővé teszik a vállalati folyamatmodellek és végrehajtási mutatók központosítását. A modellező eszközök lehetővé tehetik összetett folyamatok kollaboratív modellezését is, amikor csapatban dolgozó felhasználók közösen oszthatják meg és szimulálhatják a modelleket. Az üzleti folyamatmodellező eszközöket nem szabad összetéveszteni az üzleti folyamatautomatizálási rendszerekkel – bár mindkettő ugyanazzal a lépéssel kezdődik, azaz a folyamat modellezésével, a különbség abban rejlik, hogy az automatizálás eredménye egy végrehajtható diagram, ami jelentősen eltér a hagyományos grafikus folyamatmodellező eszközöktől.

### Programozási nyelvi eszközök
A BPM-rendszercsomagok (BPM suite) olyan programozási interfészeket (például webszolgáltatásokat, illetve alkalmazásprogramozási interfészeket – API-kat) biztosítanak, amelyek lehetővé teszik, hogy vállalati alkalmazások a BPM-motor funkcionalitására épüljenek. Ezt az összetevőt gyakran a BPM-rendszercsomag „motorjaként” emlegetik.
A BPM-hez bevezetésre kerülő programozási nyelvek a következők:
- Üzleti Folyamatvégrehajtási Nyelv (BPEL),
- Webszolgáltatások koreográfiáját leíró nyelve ( WS-CDL ).
- XML folyamatdefiníciós nyelv ( XPL ),

Néhány gyártóspecifikus nyelv:
Az üzleti folyamatmodellezéshez kapcsolódó egyéb technológiák közé tartozik a modellvezérelt architektúra  és a szolgáltatásorientált architektúra.

### Szimuláció
Az ilyen eszközök szimulációs funkciója lehetővé teszi a végrehajtás előtti „mi lenne, ha” típusú modellezést, amelynek ehhez az alkalmazáshoz speciális követelményei vannak. A végrehajtás utáni optimalizálás pedig az aktuálisan lefuttatott folyamatmutatók elemzésén alapul.

## Kapcsolódó fogalmak

### Üzleti referenciamodell

Példa az amerikai szövetségi kormányzati üzleti referenciamodellre

A vállalati referenciamodell (business reference model) egy olyan referenciamodell, amely egy vállalkozás, szolgáltatószervezet vagy kormányzati szerv funkcionális és szervezeti szempontjaira összpontosít. Általánosságban egy referenciamodell valamely jelenség olyan modellje, amely az adott dolog alapvető célját vagy lényegét jeleníti meg, és amelyet különféle célokra lehet hivatkozási alapként használni. A vállalati referenciamodell eszközként szolgál egy szervezet üzleti működésének leírására, függetlenül attól a szervezeti struktúrától, amely az adott folyamatokat végrehajtja. Léteznek más típusú referenciamodellek is, amelyek ábrázolják az üzleti folyamatok, üzleti funkciók és az adott üzleti terület referenciamodellje közötti kapcsolatokat. Ezek a modellek rétegesen is felépíthetők, és alapot nyújtanak a szolgáltatáskomponensek, a technológia, az adatok és a teljesítmény elemzéséhez.
A legismertebb vállalati referenciamodell az Amerikai Egyesült Államok szövetségi kormányának üzleti referenciamodellje. Ez a modell egy funkcióalapú keretrendszer, amely a szövetségi kormány üzleti működését az azt végrehajtó ügynökségektől függetlenül írja le. A Business Reference Model egy szervezett, hierarchikus felépítést biztosít a szövetségi kormány napi üzleti tevékenységeinek leírására. Míg számos más modell is létezik a szervezetek ábrázolására – például szervezeti diagramok, telephelytérképek stb. –, ez a modell funkcionális megközelítésen alapulva mutatja be az üzleti működést.

### Üzleti folyamatok integrációja

Példa az üzleti folyamatok és az adatmodellek közötti kölcsönhatásra

Az üzleti modell, amely az üzleti folyamatmodell továbbfejlesztett változatának is tekinthető, általában bemutatja az üzleti adatokat, az üzleti szervezeteket valamint az üzleti folyamatokat is. Az üzleti folyamatok és azok információáramlásának ábrázolása révén az üzleti modell lehetőséget ad az érintett üzleti szereplőknek arra, hogy meghatározzák, megértsék és érvényesítsék vállalkozásukat. Az üzleti modell adatmodell-része azt mutatja be, hogy miként tárolják az üzleti információkat – ez különösen hasznos a szoftverkód fejlesztéséhez. Lásd a jobb oldali ábrát, amely egy példát mutat az üzleti folyamatmodellek és az adatmodellek közötti kapcsolatra.
Az üzleti modellt általában egy interjú lefolytatása után hozzák létre, amely az üzleti elemzés folyamatának része. Az interjú során egy moderátor kérdések sorozatát teszi fel annak érdekében, hogy információt nyerjen az adott üzleti folyamatról. Az interjú készítőjét moderátornak nevezik, hogy hangsúlyozzák: nem a moderátor, hanem a résztvevők szolgáltatják az üzleti folyamatra vonatkozó információt. Bár a moderátornak célszerű rendelkeznie némi ismerettel az adott üzleti folyamatról, ez kevésbé fontos, mint az, hogy jártassággal alkalmazzon egy gyakorlatias és módszeres interjútechnikát az üzleti szakértők kikérdezéséhez. A módszertan azért is kulcsfontosságú, mert a legtöbb vállalat esetében egy moderátorcsapatra van szükség az információk összegyűjtéséhez a szervezet különböző területeiről, és az összes interjú eredményét egységesen kell összesíteni és integrálni a folyamat végén.
Az üzleti modelleket annak érdekében dolgozzák ki, hogy meghatározzák egy folyamat jelenlegi állapotát – ez az úgynevezett jelenlegiállapot-modell –, vagy hogy víziót alkossanak arról, milyenné kellene a folyamatnak fejlődnie – ez pedig a célállapot-modell. A jelenlegi és célállapot modellek összehasonlítása révén az üzleti elemzők képesek megállapítani, hogy a meglévő üzleti folyamatokhoz és információs rendszerekhez csak kisebb módosításokra van szükség, vagy alapvető újratervezés (reengineering) szükséges a hatékonyság javítása érdekében. Ennek eredményeként az üzleti folyamatmodellezés és az azt követő elemzés alapjaiban alakíthatja át, hogyan működik egy vállalat.

### Üzleti folyamatok újratervezése

Az üzleti folyamatok újratervezési ciklusának diagramja

Az üzleti folyamatok újratervezésének (Business Process Reengineering, BPR) célja a szervezeten belüli és szervezetek közötti folyamatok hatékonyságának és eredményességének javítása. A módszer „tiszta lappal” közelíti meg az üzleti folyamatokat annak érdekében, hogy meghatározza az optimális kialakításukat.
Az üzleti folyamatok újratervezése eredetileg a magánszektorban jelent meg mint olyan módszer, amely segíti a szervezeteket abban, hogy alapjaiban gondolják újra működésüket. Az újratervezés egyik fő ösztönzője a fejlett információs rendszerek és hálózatok fejlődése és alkalmazása volt. A vezető vállalatok ezeket a technológiákat nem a meglévő munkamódszerek finomítására, hanem innovatív üzleti folyamatok támogatására használják.

### Üzleti folyamatok menedzsmentje
A változáskezelési programok általában szerves részét képezik annak, hogy a fejlesztett üzleti folyamatokat gyakorlatba ültessék. A szoftvertervezés fejlődésének köszönhetően egyre közelebb kerül a megvalósításhoz az a vízió, hogy a BPM-modellek teljes mértékben végrehajthatóvá váljanak, és szimulációkra, illetve oda-vissza (round-trip) fejlesztésre is alkalmasak legyenek.

#### Folyamatmodellek adaptálása
Az üzleti folyamatmenedzsmentben a folyamatok lefutását rendszeresen felülvizsgálják, és szükség esetén optimalizálják (vagyis hozzáigazítják). Függetlenül attól, hogy ez a módosítás folyamatos fejlesztési folyamatból ered, vagy üzleti folyamatok újratervezése (BPR) váltja ki, a folyamat egyedi alfolyamatok vagy akár egy teljes üzleti folyamat frissítését vonja maga után.

## Fordítás
- Ez a szócikk részben vagy egészben  a   Business process modeling című angol Wikipédia-szócikk fordításán alapul.  Az eredeti cikk szerkesztőit annak laptörténete sorolja fel. Ez a jelzés csupán a megfogalmazás eredetét és a szerzői jogokat jelzi, nem szolgál a cikkben szereplő információk forrásmegjelöléseként.